# Список бригов Российского императорского флота

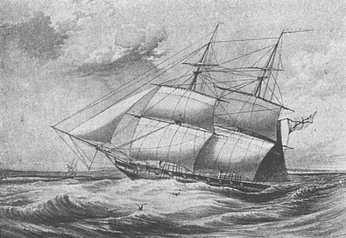
Бриг «Персей» у берегов Инады. Рисунок В. А. Прохорова

В список включены все парусные бриги, небольшие двухмачтовые суда с прямым парусным вооружением и с одним косым гафельным парусом, состоявшие на вооружении Российского императорского флота. Суда данного типа обладали хорошими мореходными и маневренными качествами, вооружение могло состоять до 28 пушек или карронад, установленных на открытой батарее.
В Российском императорском флоте бриги появились в конце XVIII века, заменив собой шнявы и став наиболее многочисленным классом малых военных судов. Принимали участие во всех войнах, которые вела Россия начиная с конца XVIII и заканчивая первой половиной XIX века. Использовались в качестве универсальных военных судов: выполняли роль разведчиков и крейсеров, конвоировали транспортные суда, принимали участие в бомбардировках береговых укреплений и высадке десантов. Зачастую использовались в тех местах, где не было возможности использовать более крупные суда. В мирное время на бригах выполнялись практические плавания и гидрографические работы, также они использовались в качестве стационеров и экспедиционных судов.

## Легенда
Список судов разбит на разделы по флотам и флотилиям, внутри разделов суда представлены в порядке очерёдности включения их в состав флота, в рамках одного года — по алфавиту.
- Размер — длина и ширина судна в метрах.
- Осадка — осадка судна (глубина погружения в воду) в метрах.
- Верфь — верфь постройки судна.
- Корабельный мастер — фамилия мастера, построившего судно.
- История службы — основные места и события.
- н/д — нет данных.

Сортировка может проводиться по любому из выбранных столбцов таблиц, кроме столбцов История службы и Примечания.

## Бриги Балтийского флота
В разделе приведены бриги, входившие в состав Балтийского флота России.
| Наименование     | Ор.   | Размер      | Осадка | Эк. | Верфь                              | Мастер          | Вх.  | Вых. | История службы | Прим.                                     |
| ---------------- | ----- | ----------- | ------ | --- | ---------------------------------- | --------------- | ---- | ---- | --- | ----------------------------------------- |
| Нептун           | 18    | 24,1 x 7,7  | 3,3    | н/д | н/д                                | н/д             | 1789 | 1819 | Принимал участие в русско-шведской войне 1788—1790 годов. Использовался в качестве крейсерского судна, принимал участие в сражении с отрядом шведской гребной флотилии у полуострова Паркалаут, Ревельском и Выборгском сражениях, а также в преследовании шведского флота после сражений. После войны в 1791 и 1797 годах, а также с 1801 по 1809 год находился в практических плаваниях в составе эскадр и отрядов. Зимой 1799—1800 годов подвергся тимберовке в Кронштадте. В 1800 году доставил приказы на эскадру вице-адмирала М. К. Макарова в Копенгаген, а 4 (16) мая 1804 года на бриге совершил плавание с острова Вердер на остров Моон и обратно император Александр I со свитой. В 1819 году бриг был разобран в Кронштадте. | [ 2 ] [ 3 ] [ 4 ]                         |
| Котка            | 8     | 22,9 x 7,9  | 3      | н/д | Санкт-Петербургское адмиралтейство | н/д             | 1794 | 1808 | С 1795 по 1799 год ежегодно выходил в практические плавания в шхеры Финского залива в составе эскадры гребного флота. С 1800 по 1805 год нёс брандвахтенную службу в шхерах на границе со Швецией. Разобран в Роченсальме. | [ 1 ] [ 2 ] [ 4 ]                         |
| Куцал-Мулим      | 8     | 22,9 x 7,9  | 3      | н/д | Санкт-Петербургское адмиралтейство | н/д             | 1794 | 1804 | В 1796 году совершал плавания между Кронштадтом, Роченсальмом, Ревелем и Ригой. С 1797 по 1800 год нёс брандвахтенную службу в Риге. Разобран в Санкт-Петербурге. | [ 1 ] [ 2 ] [ 4 ]                         |
| Лёгкий           | 8     | 18,3 x 4,6  | 1,5    | н/д | Санкт-Петербургское адмиралтейство | А. И. Мелихов   | 1799 | 1815 | С 1801 по 1803 год нёс брандвахтенную службу на Динамюндском рейде. С 1804 по 1807 год выходил в практические плавания в Балтийское море и Финский залив. С 1810 года выполнял функции таможенной брандвахты в Кронштадте, где и был разобран. | [ 1 ] [ 2 ] [ 5 ]                         |
| Вестник          | 29    | н/д         | н/д    | н/д | Санкт-Петербургское адмиралтейство | Мелихов         | 1800 | 1810 | Разобран в Кронштадте. | [ 2 ] [ 6 ]                               |
| Гонец            | 29    | н/д         | н/д    | н/д | Санкт-Петербургское адмиралтейство | Мелихов         | 1800 | 1819 | Разобран в Кронштадте. | [ 2 ] [ 6 ]                               |
| Феникс           | 18    | 21,3 x 6,1  | 2,7    | н/д | н/д                                | н/д             | 1805 | 1809 | Принимал участие в войне с Францией 1804—1807 годов, в том числе в сопровождении поврежденного линейного корабля «Уриил» в Корфу, доставки депеш, донесений и приказов, а также операций по уничтожению вражеских судов. До сентября 1809 года находился в Венеции, пока не был передан французскому правительству, а экипаж отправлен в Россию. | [ 2 ] [ 7 ] [ 6 ] [ 8 ]                   |
| Аргус            | 12    | 23,2 x 5,8  | 3      | н/д | н/д                                | н/д             | 1805 | н/д  | Принимал участие в войне с Францией 1804—1807 годов, в том числе в конвоировании транспортных судов и крейсерских плаваниях у Новой Рагузы, Курцало и Кастельново. После ухода эскадры Д. Н. Сенявина в Архипелаг был оставлен в Корфу. | [ 2 ] [ 7 ] [ 6 ] [ 9 ]                   |
| Богоявленск      | 16    | н/д         | н/д    | н/д | н/д                                | н/д             | 1806 | 1809 | Принимал участие в войне с Францией 1804—1807 годов, в том числе в обороне острова Тенедос, при этом потопил 2 неприятельские канонерские лодки и нанес серьёзные повреждения фрегату и канонерской лодке, однако и сам был сильно повреждён. С июля 1807 года находился в Корфу, а в 1809 году был продан французскому правительству. | [ 6 ] [ 10 ] [ 11 ] [ 12 ]                |
| Курьер           | н/д   | н/д         | н/д    | н/д | н/д                                | н/д             | 1806 | н/д  | В 1809 году продан французскому правительству. | [ 6 ] [ 10 ]                              |
| Орёл             | 16    | н/д         | н/д    | н/д | н/д                                | н/д             | 1806 | 1809 | В боевых действиях участия не принимал, с 1806 по 1809 год находился в Корфу, а в 1809 году был продан французскому правительству. | [ 6 ] [ 10 ] [ 13 ] [ 14 ]                |
| Летун            | 12    | н/д         | н/д    | н/д | н/д                                | н/д             | 1805 | 1809 | Принимал участие в войне с Францией 1804—1807 годов, в том числе в освобождении захваченных французскими каперами русских судов, бомбардировке береговых укреплений и войск противника, сопровождении транспортных судов, операциях по уничтожению вражеских судов, высадке десантов и крейсерских плаваниях у Новой Рагузы, Курцало и Кастельново, а также в отражении атаки французских войск на Кастельново. После передачи Кастельново французам ушёл в Венецию, а затем в Корфу и Триест, после чего вновь вернулся в Венецию. В 1809 году был продан французскому правительству, а экипаж вернулся в Россию. | [ 2 ] [ 6 ] [ 7 ] [ 15 ]                  |
| Соболь           | 14    | н/д         | н/д    | н/д | Лодейнопольская верфь              | В. Ф. Буданцев  | 1806 | 1815 | С 1807 по 1811 год нёс брандвахтенную службу в Риге. Принимал участие в Отечественной войне 1812 года и кампании 1813—1814 годов. В 1812 году участвовал в обороне Риги, а в августе 1813 года ушёл в Данциг, где присоединился к эскадре контр-адмирала А. С. Грейга. Принимал участие в бомбардировках укреплений Вексельмюнде. Осенью ушёл на зимовку в Мемель, а в следующем году в Кронштадт. | [ 2 ] [ 16 ] [ 17 ] [ 18 ]                |
| Ястреб           | 14    | н/д         | н/д    | н/д | Лодейнопольская верфь              | В. Ф. Буданцев  | 1806 | 1816 | С 1807 по 1814 год нёс брандвахтенную службу в Риге. Во время Отечественной войны 1812 года принимал участие в обороне города. В 1815 году там же был разобран. | [ 2 ] [ 6 ] [ 17 ] [ 19 ]                 |
| Коммерстракс     | 14    | 27,8 x 10,1 | 3      | н/д | н/д                                | н/д             | 1808 | н/д  | Принимал участие в русско-шведской войне 1808—1809 годов, в том числе перестрелках с судами шведской флотилии, сражении у Юнгферзунда и крейсерских плаваниях. В 1810 и 1811 годах выходил в практические плавания в Ботнический залив. Принимал участие в Отечественной войне 1812 года и войне с Францией 1813—1814 годов, использовался для перевозки пассажиров и конвоирования транспортных судов. С 1814 по 1817 год выходил в плавания в Финский залив. С 1818 по 1827 год нёс брандвахтенную службу в Кронштадте. В 1828—1829 годах подвергся тимберовке. В 1830, с 1832 по 1835 и с 1837 по 1843 годы на бриге велись гидрографические работы и съемка берегов Финского залива. В 1831 году выходил в крейсерство к берегам Курляндии в составе эскадры. В 1851 году вновь тимберован и переделан в лоц-судно. С 1853 по 1857 год выполнял гидрографические работы у Ревеля. | [ 16 ] [ 20 ] [ 21 ] [ 22 ]               |
| Фалк             | 20    | 24,7 x 6,7  | 2,2    | н/д | н/д                                | н/д             | 1808 | 1818 | Принимал участие в русско-шведской войне 1808—1809 годов, Отечественной войне 1812 года и войне с Францией 1813—1814 годов. Использовался в качестве крейсерского судна и участвовал в блокаде Данцига. С 1816 по 1818 год выходил в практические плавания в Финский и Ботнический заливы. 20 октября (1 ноября) 1818 года на пути из Кронштадта в Свеаборг был задержан противными ветрами и затонул у мыса Стирсуден. | [ 16 ] [ 23 ] [ 24 ] [ 25 ] [ 26 ]        |
| Меркурий         | 20    | 29,7 x 9,2  | 3,9    | н/д | Главное адмиралтейство             | А. И. Мелихов   | 1808 | 1830 | Принимал участие в Русско-шведская война 1808—1809 годов, Отечественной войне 1812 года и войне с Францией 1813—1814 годов. Использовался для крейсерских и практических плаваний, конвоирования канонерских лодок и транспортных судов, защиты торговых судов от французских каперов, блокаде Данцига и транспортировки войск, а также в октябре 1811 года снимал с мели люгер «Ганимед». Разобран в Кронштадте. | [ 2 ] [ 16 ] [ 27 ] [ 28 ]                |
| Гонец            | 20    | 29,7 x 9,2  | 3,9    | н/д | Главное адмиралтейство             | А. И. Мелихов   | 1808 | 1819 | Принимал участие в Русско-шведская война 1808—1809 годов, Отечественной войне 1812 года и войне с Францией 1813—1814 годов. Использовался для обороны острова Котлин, крейсерских плаваний, конвоирования транспортных судов и транспортировки войск, а также принимал участие в совместных действиях российского и английского флотов против французского. Разобран в Кронштадте. | [ 16 ] [ 17 ] [ 29 ] [ 30 ] [ 31 ]        |
| Феникс           | 20    | 30,2 x 9,4  | 4,1    | 85  | Кронштадтская верфь                | А. В. Зенков    | 1811 | 1825 | Принимал участие в Отечественной войне 1812 года и войне с Францией 1813—1814 годов. Использовался для крейсерских и практических плаваний, разведки, а также в составе отряда участвовал в блокаде Данцига. Разобран в Кронштадте. | [ 29 ] [ 32 ] [ 33 ] [ 34 ] [ 35 ] [ 36 ] |
| Олимп            | 20    | 30,2 x 9,4  | 4,1    | 85  | Охтенская верфь                    | В. Ф. Стоке     | 1817 | 1827 | В 1817, 1818 и с 1820 по 1826 годы выходил в практические плавания в Финский залив. В 1819 году совместно с фрегатом «Гектор» состоял в распоряжении статс-секретаря графа И. А. Каподистрии. В 1824 году на бриге впервые в Российском императорском флоте И. Ф. Крузенштерном была произведена девиация компаса. В октябре 1824 года принимал участие в спасении экипажа шлюпа «Свирь». Пострадал во время наводнения 7 (19) ноября 1824 года. В 1827 году разобран в Кронштадте. | [ 29 ] [ 33 ] [ 37 ] [ 38 ]               |
| Гонец            | 20    | 30,2 x 9,4  | 4,1    | 85  | Главное адмиралтейство             | А. И. Мелихов   | 1818 | 1828 | В 1821, 1825 и 1826 годы выходил в практические плавания в Финский залив и Балтийское море. В 1823 и 1824 годах нёс брандвахтенную службу в Роченсальме. Разобран в Свеаборге. | [ 29 ] [ 33 ] [ 39 ]                      |
| Кадьяк           | н/д   | н/д         | н/д    | н/д | Санкт-Петербургское адмиралтейство | н/д             | 1819 | 1830 | 7 (19) ноября 1824 года был выброшен на мель в Военной гавани Кронштадта, а в 1830 году разобран на мели. | [ 39 ]                                    |
| Аякс             | 16    | н/д         | н/д    | н/д | Охтенская верфь                    | В. Ф. Стоке     | 1820 | 1827 | С 28 сентября (10 октября) 1821 года вышел кругосветное плавание на Камчатку совместно со шлюпом «Аполлон». 25 ноября (7 декабря) 1821 года у берегов Голландии сел на мель, все спасательные шлюпки были разбиты или унесены волнами, однако экипаж брига был спасён голландскими рыбаками. Впоследствии был снят с мели и отведён в Гарлинхем на ремонт, а 3 (15) октября 1822 года вернулся в Кронштадт. В 1824 году на бриге выполнялись гидрографические работы в Финском заливе. Разобран в 1827 году. | [ 29 ] [ 39 ] [ 40 ]                      |
| Ида              | 16    | н/д         | н/д    | н/д | Охтенская верфь                    | В. Ф. Стоке     | 1820 | 1827 | С 1820 по 1824 год выходил в практические плавания в Балтийское море и Финский залив. В 1820 и 1821 годах выходил в плавания в Финский залив под флагом морского министра адмирала маркиза И. И. де Траверсе. 7 (19) ноября 1824 года во время шторма и наводнения был сорван с якоря и выброшен на мель в военной гавани Кронштадта, где и был разобран в 1827 году. | [ 29 ] [ 39 ] [ 40 ]                      |
| Святой Лаврентий | 16    | н/д         | н/д    | н/д | Охтенская верфь                    | В. Ф. Стоке     | 1820 | н/д  | С 1822 по 1825 год выходил в практические плавания в Финский залив. С 1826 по 1830 год нёс брандвахтенную службу в Риге. Начинай с 1832 года — мишень для учебных стрельб береговых батарей в Ревеле. | [ 29 ] [ 39 ] [ 40 ]                      |
| Охтенка          | 16    | н/д         | н/д    | н/д | Охтенская верфь                    | В. Ф. Стоке     | 1821 | 1828 | С 1822 по 1827 год выходил в практические плавания в Финский залив. В 1828 году нёс брандвахтенную службу в Ревеле, где 5 (17) октября 1828 года погиб во время шторма. | [ 29 ] [ 39 ] [ 41 ]                      |
| Рига             | 14    | н/д         | н/д    | н/д | Главное адмиралтейство             | К. А. Глазырин  | 1821 | 1830 | С 1821 по 1824 год нёс брандвахтенную службу на Рижском рейде. В 1828 году совершал плавания между Кронштадтом и Санкт-Петербургом. В 1829 году на бриге велась съемка берегов Финского залива. Разобран в Ревеле. | [ 29 ] [ 39 ] [ 42 ]                      |
| Пожарский        | 14    | н/д         | н/д    | н/д | н/д                                | н/д             | 1824 | 1830 | C 1824 по 1829 выходил в практические плавания между Санкт-Петербургом и Кронштадтом с кадетами Морского корпуса на борту. Разобран в Санкт-Петербурге. | [ 3 ] [ 29 ] [ 39 ]                       |
| Ревель           | 16    | 24,4 x 8,6  | 3,5    | н/д | Охтенская верфи                    | В. Ф. Стоке     | 1824 | 1839 | В 1825 и 1826 выходил в практические плавания в Финский залив. В 1827 и начале 1828 года принимал участие в действиях русского флота в Средиземном море. В 1829, 1830 и с 1832 по 1838 год принимал участие в проведении гидрографических работ в Финском и Ботническом заливах. В 1831 году находился в крейсерских плаваниях у берегов Курляндии с целью предотвращения подвоза оружия и подкреплений польским мятежникам. Разобран в Кронштадте. | [ 29 ] [ 39 ] [ 43 ]                      |
| Моллер           | 12/16 | 27,43 х 9   | 2,84   | н/д | Охтенская верфь                    | В. Ф. Стоке     | 1826 | 1835 | Переоборудован в блокшив в Ревеле в 1835 году. | [ 44 ] [ 45 ]                             |
| Сенявин          | 14/16 | 27,43 х 9   | 2,84   | н/д | Охтенская верфь                    | В. Ф. Стоке     | 1826 | 1844 | В 1835 нёс брандвахтенную службу в Кронштадте. Разобран в Кронштадте. | [ 44 ] [ 45 ]                             |
| Охта             | 20    | 30,2 х 9,7  | 3,9    | н/д | Охтенская верфь                    | В. Ф. Стоке     | 1827 | 1847 | В 1827 и 1828 годах принимал участие в действиях русского флота в Средиземном море, в том числе 28 января (9 февраля) 1828 гола командир брига капитан-лейтенант Д. В. Никольской в Александрии вёл переговоры с египетским пашой Мехмет-Али об освобождении полуострова Морея. Принимал участие в русско-турецкой войне 1828—1829 годов, использовался в качестве крейсерского судна и для доставки грузов. В 1830 году ушёл в Кронштадт. В 1831 году совершил плавание в Мемель. С 1832 по 1834 нёс брандвахтенную службу в Свеаборге. В 1835 года подвергся тимберовке в Кронштадте. С 1837 по 1840 год, в 1842 и 1843 годах принимал участие в гидрографических работах в Финском и Ботническом заливах. В 1841 и 1844 годах выходил в практические плавания между портами Балтийского моря. Разобран в Кронштадте.                                                               | [ 44 ] [ 45 ] [ 46 ] [ 47 ]               |
| Усердие          | 20    | 30,2 х 9,7  | 3,9    | н/д | Охтенская верфь                    | В. Ф. Стоке     | 1827 | 1845 | Принимал участие в действиях русского флота в Средиземном море в 1827 и 1828 годах и русско-турецкой войне 1828—1829 годов. Использовался для крейсерских плаваний, перевозки пассажиров и грузов. С 1830 по 1833 и в 1835, 1836, 1838, 1839, 1841 и 1843 годах выходил в практические плавания в Балтийское море, Финский и Ботнический заливы. В 1834 году подвергся тимберовке в Кронштадте. 3 (15) июля 1836 года принимал участие в торжественной встрече ботика Петра I на Кронштадтском рейде. В 1840, 1842 и 1844 годах на бриге выполнялись гидрографические работы в Финском заливе. Разобран в Кронштадте. | [ 44 ] [ 45 ] [ 46 ] [ 47 ]               |
| Феникс           | 20    | 30,2 х 9,7  | 3,9    | н/д | Кронштадтская верфь                | А. В. Зенков    | 1828 | 1831 | В 1828 году стоял в Кронштадте, на бриге велось обучение экипажа. В 1829 и 1830 годах выходил в практические плавания в Балтийское море. Летом 1831 года выходил в крейсерство к берегам Курляндии. 24 сентября (6 октября) 1831 года во время поиска шхуны «Стрела» налетел на камни у острова Юсари и разбился. | [ 44 ] [ 45 ] [ 48 ]                      |
| Гектор           | 20    | 30,2 х 9,7  | 3,9    | н/д | Охтенская верфь                    | В. Ф. Стоке     | 1829 | 1844 | В 1829, 1830, 1832, 1833 и 1834 годах выходил в практические плавания в Балтийское море. В 1831 году выходил в крейсерство к берегам Курляндии. В 1835 и 1836 годах нёс брандвахтенную службу в Свеаборге. Разобран в Кронштадте. | [ 44 ] [ 45 ] [ 49 ]                      |
| Кандия           | 14    | 30,5 x 6,8  | 4      | н/д | н/д                                | н/д             | 1829 | 1830 | При осмотре судна вице-адмиралом графом Л. П. Гейденом выяснилось, что для использования брига необходимо выполнить большой объём ремонтных работ. В 1829 году использовался для хранения запасов, а в 1830 году — продан. | [ 23 ] [ 50 ] [ 51 ] [ 52 ]               |
| Диомид           | 18/20 | 30,5 х 9,1  | 4      | н/д | Охтенская верфь                    | В. Ф. Стоке     | 1831 | 1858 | С 1832 по 1835 год, а также в 1842 и 1844 годах выходил в практические плавания в Балтийское море и Финский залив. В 1835 года принимал участие в перевозке войск из Кронштадта в Данциг и обратно. В 1837—1841, 1845—1847 и 1849—1852 годах принимал в гидрографических работах в Финском и Рижском заливах. В 1843 году подвергся тимберовке в Кронштадте. 3 (15) июля 1853 году принимал участие в Высочайшем смотре. Разобран в Кронштадте. | [ 50 ] [ 53 ] [ 54 ]                      |
| Патрокл          | 20    | 30,5 х 9,1  | 4      | н/д | Главное адмиралтейство             | К. А. Глазырин  | 1831 | 1845 | С 1832 по 1835 год, а также в 1842 и 1843 годах выходил в практические плавания в Балтийское море и Финский залив. В 1836 году принимал участие в плавании по портам Балтийского моря для морской практики генерал-адмирала великого князя Константина Николаевича. С 1837 по 1841 год принимал участие в гидрографических работах в Финском, Рижском и Ботническом заливах. В 1845 году нёс брандвахтенную службу в Свеаборге. Разобран в Кронштадте. | [ 50 ] [ 53 ] [ 54 ]                      |
| Приам            | 20    | 30,2 х 9,7  | 3,9    | н/д | Соломбальская верфь                | Иванов          | 1834 | 1857 | В 1835, 1844, 1845 и 1846 годах на бриге выполнялись гидрографические работы в Финском и Рижском заливах. В 1836, 1837, 1839, 1840, 1841, 1843, 1849 и 1850 годах выходил в практические плавания в Балтийское море. 3 (15) июля 1836 года принимал участие в торжественной встрече ботика Петра I. В 1838 году находился в плавании в целях морской практики генерал-адмирала великого князя Константина Николаевича в составе отряда контр-адмирала Ф. П. Литке. С сентября 1839 года нёс брандвахтенную службу в Свеаборге, а в 1847 году — в Ревеле. | [ 50 ] [ 53 ] [ 55 ]                      |
| Филоктет         | 20    | 30,2 х 9,7  | 3,9    | н/д | Соломбальская верфь                | Мордвинов       | 1834 | 1869 | С 1835 по 1849 год выходил в практические плавания в Балтийское море и Финский залив. 3 (15) июля 1836 год принимал участие в торжественной встрече ботика Петра I. В 1853—1854 годах подвергся тимберовке в Кронштадте. 23 июля (4 августа) 1856 года принимал участие в Высочайшем смотре на Кронштадтском рейде. С октября 1856 года по август 1858 года принимал участие в плаваниях в Средиземном море. В 1859 и 1860 годах на бриге проводились гидрографические работы в Балтийском море. В 1861 и 1862 годах нёс брандвахтенную службу в Кронштадте. В 1863 году был переделан в блокшив, а 1869 году — исключен из списков судов флота. | [ 50 ] [ 53 ] [ 56 ]                      |
| Казарский        | 20    | 30,5 х 9,1  | 4      | н/д | Новое адмиралтейство               | И. И. Лемуан    | 1834 | 1854 | В 1835 году принимал участие в переброске войск из Кронштадта в Данциг и обратно. В 1836—1838, 1840—1845 и 1850—1853 годах выходил в практические плавания в Балтийское море и Финский залив. С 1847 по 1848 год нёс брандвахтенную службу в Ревеле. Разобран в Кронштадте. | [ 50 ] [ 53 ] [ 57 ]                      |
| Агамемнон        | 20    | 30,5 х 9,1  | 4      | н/д | Охтенская верфь                    | К. И. Швабе     | 1834 | 1862 | В 1835—1837, 1840, 1841, 1845—1848, 1851 и 1852 годах выходил в практические плавания в Балтийское море и Финский залив. 3 (15) июля 1836 года участвовал в торжественной встрече ботика Петра I. В 1838 году нёс брандвахтенную службу у острова Оденсхольм. В 1839 году принимал участие в плавании для практики великого князя Константина Николаевича. В 1842 году нёс брандвахтенную службу в Свеаборге. В 1843 и 1844 годах принимал участие в гидрографических работах в Финском заливе. Зимой 1849—1850 годов подвергся тимберовке в Санкт-Петербурге. Принимал участие в экспедиции Балтийского флота к берегам Дании в 1850 году. С 1853 по 1861 год находился в Кронштадте, а 16 (28) января 1862 года был исключен из списков судов флота. | [ 53 ] [ 58 ] [ 59 ]                      |
| Антенор          | 20    | 30,5 х 9,1  | 4      | н/д | Главное адмиралтейство             | А. С. Михельсон | 1835 | 1861 | В 1836—1839, 1841—1845, 1852 и 1853 годах выходил в практические плавания в Балтийское море и Финский залив. В 1840 году принимал участие в гидрографических работах в Рижском заливе. С 1846 по 1849 год нёс брандвахтенную службу в Свеаборге и Ревеле. В 1850—1851 годах подвергся тимберовке. Принимал участие в Крымской войне, в 1855 году занимал позицию на Северном фарватере Кронштадта. 23 июля (4 августа) 1856 году принимал участие в Высочайшем смотре в Кронштадте. С 1858 по 1860 нёс брандвахтенную службу в Кронштадт. В 1861 году продан и исключен из списков судов флота. | [ 60 ] [ 61 ] [ 62 ]                      |
| Нестор           | 20    | 30,2 х 9,7  | 3,9    | н/д | Соломбальская верфь                | Ф. Т. Загуляев  | 1835 | 1847 | В 1837, 1838 и 1841 годах выходил в практические плавания в Финский залив. В 1839 и 1845 годах принимал участие в гидрографических работах в Финском заливе. В 1840, 1842 и 1843 годах находился в плаваниях в целях морской практики генерал-адмирала великого князя Константина Николаевича в составе отряда контр-адмирала Ф. П. Литке. В 1844 году совершил плавание в Северное море в составе эскадры для обучения экипажа. С 1845 по 1847 год на бриге велась съемка берегов Финского залива. 7 (19) июня 1847 года разбился у острова Стеншер. | [ 60 ] [ 61 ] [ 63 ]                      |
| Палинур          | 20    | 30,5 х 9,1  | 4      | н/д | Новое адмиралтейство               | А. И. Пипин     | 1836 | 1863 | В 1836—1843, 1845 и 1851—1853 годах выходил в практические плавания в Финский залив. 3 (15) июля 1836 года принимал участие в торжественной встрече ботика Петра I. В 1844 году входил в состав эскадры, выполнявшей учебное плавание в Северном море. В 1849—1850 годах подвергся тимберовке в Кронштадте. 29 июня (11 июля) 1853 года принимал участие в Императорском смотре. С 1854 по 1863 год стоял в Кронштадтском порту, а 11 (23) сентября 1863 года был исключен из списков судов флота. | [ 60 ] [ 61 ] [ 62 ]                      |
| Аякс             | 20    | 30,5 х 9,1  | 4      | н/д | Главное адмиралтейство             | А. И. Пипин     | 1843 | 1855 | С 1844 по 1847, а также в 1851 и 1852 годах выходил в практические плавания в Балтийское море и Финский залив. Принимал участие в экспедиции Балтийского флота к берегам Дании в 1848—1850 годах. В 1850 и 1853 годах на бриге также выполнялись гидрографические работы в Балтийском море. Принимал участие в Крымской войне, в 1854 и 1855 годах находился в готовности в Свеаборге. 15 (27) июня 1855 года был затоплен в одном из проливов для заграждения прохода неприятельскому флоту на Свеаборгский рейд. | [ 60 ] [ 61 ] [ 64 ]                      |
| Парис            | 20    | 30,5 х 9,1  | 4      | н/д | Охтенская верфь                    | И. А. Амосов    | 1843 | 1860 | В 1844, 1845, 1846 и 1848 годах выходил в практические плавания в Балтийское море и Финский залив. В 1847 году нёс брандвахтенную службу в Свеаборге. Принимал участие в экспедиции Балтийского флота к берегам Дании в 1848—1850 годах. С 1851 по 1853 год на бриге выполнялась съемка берегов Финского залива. Принимал участие в Крымской войне. В 1855 году занимал позицию на Северном фарватере Кронштадта. Продан на слом в Кронштадте. | [ 60 ] [ 61 ] [ 62 ]                      |
| Улисс            | 20    | 30,5 х 9,1  | 4      | н/д | Новое адмиралтейство               | А. И. Пипин     | 1843 | 1860 | В 1844 и 1845 годах под флагом великого князя генерал-адмирала Константина Николаевича выходил в плавания в Финский залив. В 1846, 1847, 1850 и 1853 годах выходил в практические плавания в Балтийское море и Финский залив. Принимал участие в экспедиции Балтийского флота к берегам Дании в 1848—1850 годах. В 1851 и 1852 годах нёс брандвахтенную службу в Свеаборге. 3 (15) июля 1853 года принимал участие в Высочайшем смотре. С 1854 по 1859 год находился в Кронштадте. Продан на слом. | [ 60 ] [ 61 ] [ 62 ]                      |

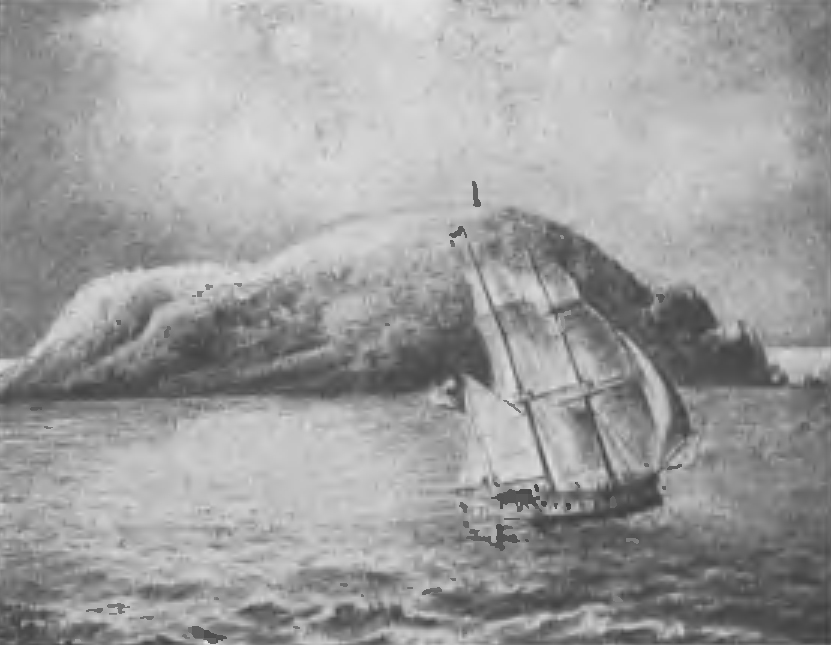
22-пушечный бриг «Феникс». По рисунку из Записок Деменкова
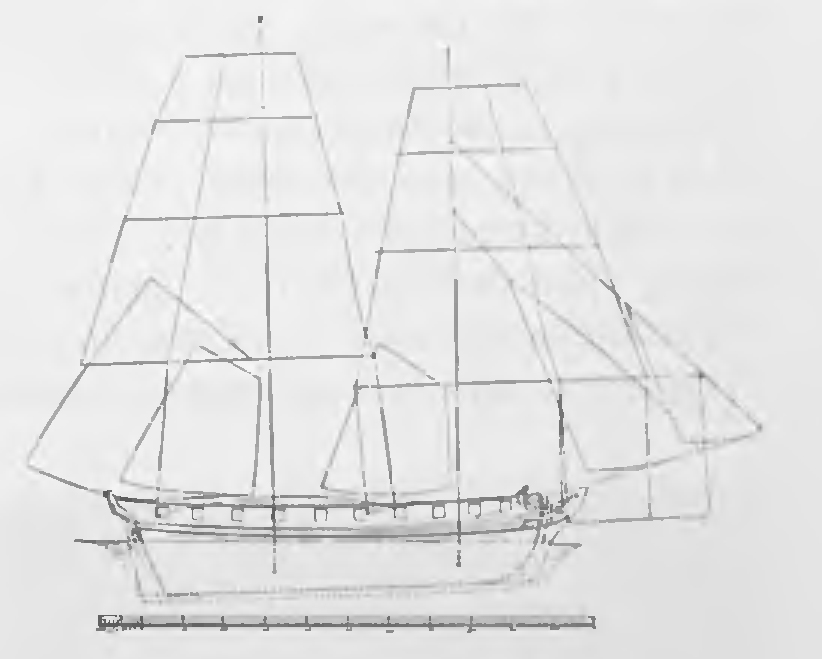
Чертеж русских бригов, строившихся в Николаевском Адмиралтействе и на Охтенской верфи
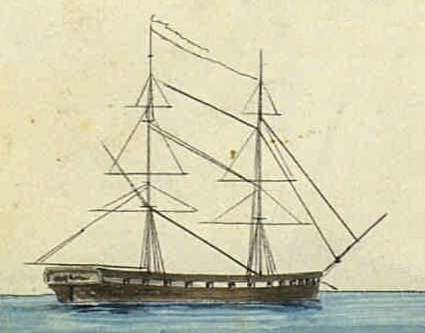
Бриг «Диомид»
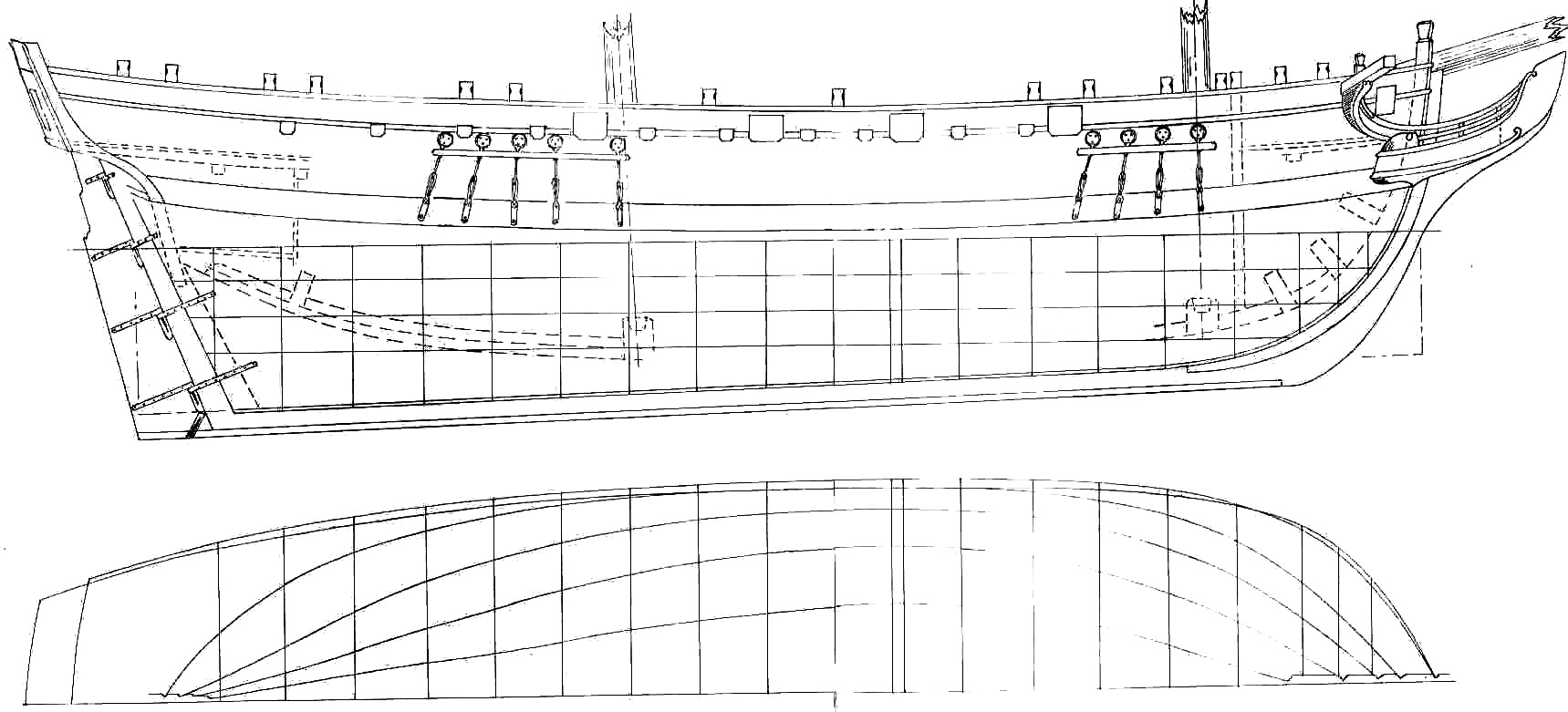
Чертёж брига «Куцал-Мулим»
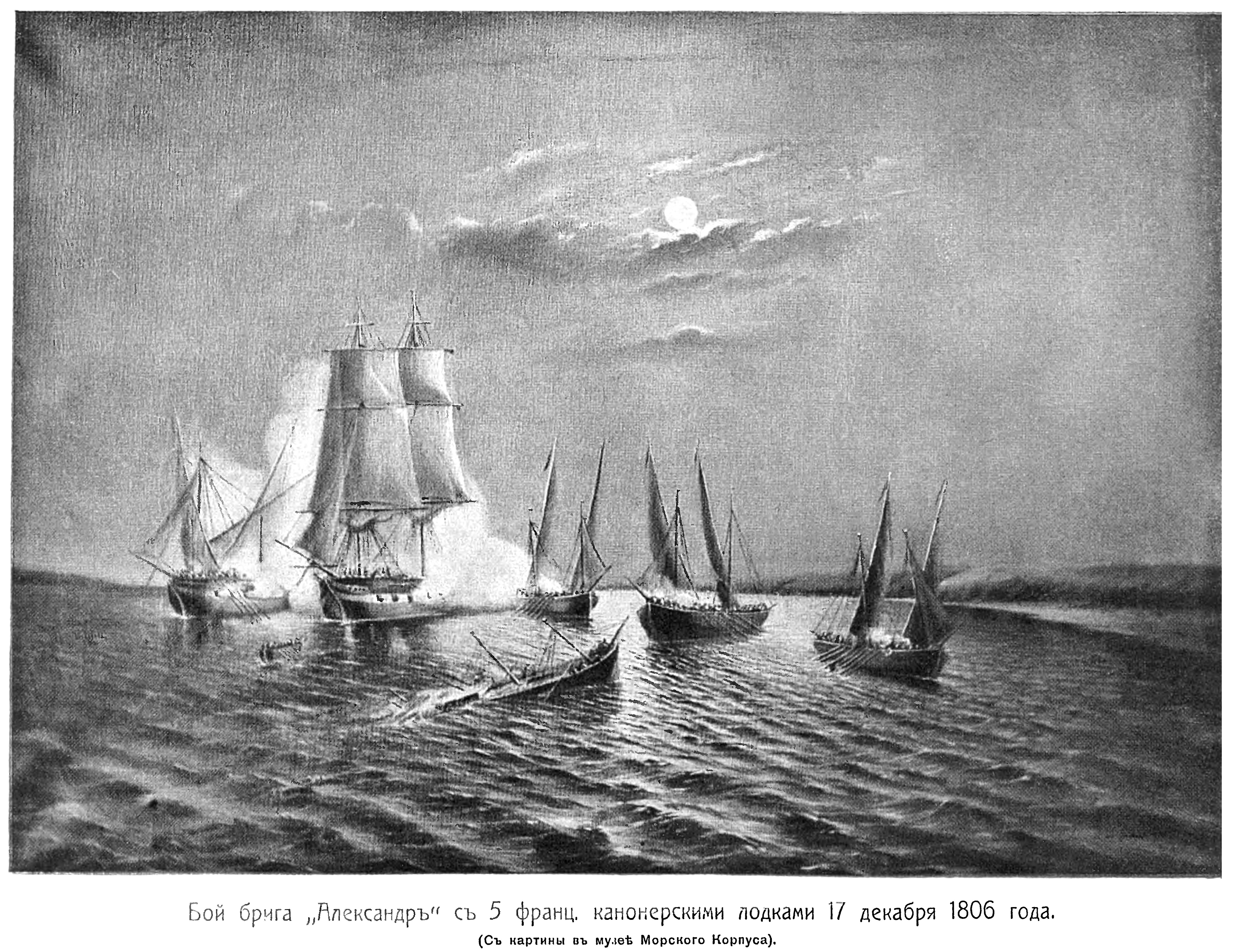
Бой брига «Александр» с 5-ю французскими кораблями у острова Браццо

## Бриги Балтийского и Черноморского флотов
В разделе приведены бриги, начинавшие службу в составе Балтийского флота, но позже переведённые в состав Черноморского флота.
| Наименование | Ор. | Размер     | Осадка | Эк. | Верфь              | Мастер       | Вх.  | Вых. | История службы | Прим.                       |
| ------------ | --- | ---------- | ------ | --- | ------------------ | ------------ | ---- | ---- | --- | --------------------------- |
| Бонасорте    | 16  | н/д        | н/д    | н/д | н/д                | н/д          | 1799 | 1807 | В 1800 году ушёл в Севастополь. В 1802 году выходил в крейсерские плавания в Керченский пролив. В 1803 году совершил плавание в Константинополь, а в 1804 году перешёл в Корфу. Принимал участие в войне с Францией 1804—1807 годов, в том числе в действиях флота у берегов Далмации и Которской области, блокаде Новой Рагузы. В 1807 году был оставлен в Корфу. | [ 13 ] [ 65 ] [ 66 ] [ 67 ] |
| Ахиллес      | 16  | 27,1 x 6,1 | 3,5    | н/д | Свеаборгская верфь | А. В. Зенков | 1819 | 1857 | С 1820 по 1824 год выходи в практические плавания в Финский и Ботнический заливы. Принимал участие в действиях русского флота в Средиземном море и Архипелаге во время русско-турецкой войны 1828—1829 годов. Во время гражданской войны в Греции 1831—1832 годов входил в состав эскадры, блокировавшей восставшие острова, принимал участие в обстреле судов противника. В 1832 году выходил в крейсерские плавания в Архипелаг для борьбы с пиратами. В 1833 году в составе эскадры вице-адмирала М. П. Лазарева ушёл Севастополь, где был зачислен в состав Черноморского флота. В 1834, 1838 и 1840 годах выходил в крейсерские плавания к берегам Абхазии. С 1835 по 1837 год находился в распоряжении русского посланника в Греции. С 1841 по 1854 год, а также в 1856 и 1857 годах нёс брандвахтенную службу в Одессе. Во время Крымской войны стоял в Николаеве. | [ 47 ] [ 68 ] [ 69 ] [ 70 ] |
| Телемак      | 20  | 30,2 х 9,7 | 3,9    | н/д | Охтенская верфь    | В. Ф. Стоке  | 1828 | 1852 | Принимал участие в русско-турецкой войне 1828—1829 годов, в том числе в блокаде пролива Дарданеллы. Весной 1830 года оставлен в Архипелаге для оказания помощи греческому правительству и охраны русского судоходства. Во время гражданской войны в Греции 1831—1832 годов принимал участие в блокаде восставших островов. В 1833 году ушёл в Севастополь, где был зачислен в состав Черноморского флота. В 1834 году выходил в плавание в Чёрное море. В 1836 году подвергся тимберовке в Николаеве. В 1837 и 1838 годах находился в распоряжении русского посланника в Греции. С 1839 по 1842 год принимал участие в действиях русского флота у берегов Кавказа. В 1843 и 1844 годах нёс брандвахтенную службу в Одессе, а с 1845 по 1852 — в Севастополе. | [ 48 ] [ 52 ] [ 71 ] [ 72 ] |
| Улисс        | 20  | 30,2 х 9,7 | 3,9    | н/д | Охтенская верфь    | В. Ф. Стоке  | 1828 | 1841 | Принимал участие в русско-турецкой войне 1828—1829 годов, в том числе в блокаде пролива Дарданеллы и крейсерских плаваниях. Весной 1830 года оставлен в Архипелаге для оказания помощи греческому правительству и охраны русского судоходства. Во время гражданской войны в Греции 1831—1832 годов принимал участие в блокаде восставших островов. В 1833 году ушёл в Севастополь, где был зачислен в состав Черноморского флота. Осенью того же года доставил в Александрию русского консула. В 1834 и с 1837 по 1841 год нёс брандвахтенную службу в Севастополе, а в 1835 и 1836 годах — в Сухум-Кале. Переоборудован в магазин в Севастополе в 1841 году. | [ 48 ] [ 52 ] [ 71 ] [ 73 ] |
| Аякс         | 20  | 30,2 х 9,7 | 3,9    | н/д | Охтенская верфь    | В. Ф. Стоке  | 1829 | 1838 | В 1829 году выходил в практическое плавание в Балтийском море, в 1830 году — в учебное плавание до Исландии и Бреста, а в 1831 году ушёл в Архипелаг. Во время гражданской войны в Греции 1831—1832 годов принимал участие в блокаде восставших островов. В 1833 году был оставлен в распоряжении русского посланника в Греции, а в 1834 году — перешёл в Севастополь, где был зачислен в состав Черноморского флота. В 1835 году выходил в практическое плавание в Чёрное море. В 1836 и 1837 годах принимал участие в действиях русского флота у берегов Кавказа. В 1838 году переоборудован в магазин. | [ 55 ] [ 74 ] [ 75 ]        |
| Парис        | 20  | 30,2 х 9,7 | 3,9    | н/д | Охтенская верфь    | В. Ф. Стоке  | 1829 | 1842 | В 1829 и 1830 годах выходил в практические плавания в Балтийское море. В 1831 году ушёл в Архипелаг. Во время гражданской войны в Греции 1831—1832 годов принимал участие в блокаде восставших островов. В 1833 году был оставлен в распоряжении русского посланника в Греции, а в 1834 году — перешёл в Севастополь, где был зачислен в состав Черноморского флота. В 1835 и 1836 годах выходил в практические плавания в Чёрное море. В 1837 году был переделан в ластовое судно, а в 1842 году — разобран. | [ 55 ] [ 74 ] [ 76 ]        |

## Бриги Черноморского флота
В разделе приведены бриги, входившие в состав Черноморского флота России.
| Наименование         | Ор.   | Размер      | Осадка | Эк. | Верфь                          | Мастер           | Вх.       | Вых. | История службы | Прим.                                   |
| -------------------- | ----- | ----------- | ------ | --- | ------------------------------ | ---------------- | --------- | ---- | --- | --------------------------------------- |
| Панагия Апотуменгано | 14    | н/д         | н/д    | 76  | н/д                            | н/д              | 1787/1788 | н/д  | Принимал участие в русско-турецких войнах 1787—1791 годов и 1806—1812 годов, а также в войне с Францией 1798—1800 годов. Использовался как крейсерское, разведывательное, посыльное и грузовое судно. | [ 77 ] [ 78 ] [ 79 ]                    |
| Святой Александр     | 8     | н/д         | н/д    | 80  | н/д                            | н/д              | 1799      | 1804 | Принимал участие войне с Францией 1798—1800 годов. Использовался для перевозки пленных французов, продовольствия и корреспонденции. В 1801 году ушёл в Севастополь. В 1803 и 1804 годах выходил в плавания в Азовское и Чёрное моря. 8 (20) декабря 1804 года разбился в устье реки Хопи во время шторма. | [ 13 ] [ 80 ] [ 81 ]                    |
| Алексей              | 8     | 24,4 x 7,6  | 3,5    | н/д | Таганрогская верфь             | И. Иванов        | 1791      | н/д  | Принимал участие в русско-турецкой войне 1806—1812 годов. Использовался для крейсерских плаваний, захвата судов противника, обстрела береговых укреплений, перевозки грузов, войск и высадки десантов. С 1815 по 1817 год нёс брандвахтенную службу в Одессе, а с 1819 по 1826 год — у Очакова. | [ 82 ] [ 83 ] [ 84 ]                    |
| Язон                 | н/д   | н/д         | н/д    | н/д | Херсонская верфь               | н/д              | 1805      | 1807 | В 1806 году совершал плавания между Севастополем и Корфу. Разбился о риф у мыса Тарханкут 18 (30) марта 1807 года по пути из Севастополя в Одессу. | [ 77 ] [ 80 ] [ 85 ]                    |
| Александр            | 6/12  | н/д         | н/д    | 75  | Херсонская верфь               | н/д              | 1804      | 1809 | Принимал участие в войне с Францией 1804—1807 годов. Использовался на Средиземном море в качестве дозорного судна, для высадки десантов и конвоирования транспортных судов. 17 (29) декабря 1806 года был атакован отрядом французских судов, состоящим из тартаны и 3-х канонерских лодок. В результате боя одна из канонерских лодок была потоплена, вторая затонула при отступлении, третья канонерская лодка и тартана ушли. Бриг получил повреждения кормы, рангоута и такелажа. В октябре 1809 года был продан французскому правительству, а экипаж вернулся в Россию. | [ 80 ] [ 86 ] [ 87 ] [ 88 ]             |
| Елизавета            | 16    | н/д         | н/д    | 75  | Херсонская верфь               | н/д              | 1804      | н/д  | В 1804 и 1805 годах выходил в крейсерские плавания к берегам Мингрелии. Принимал участие в русско-турецкой войне 1806—1812 годов. Использовался для крейсерских плаваний, в качестве разведывательного судна, для доставки корреспонденции, преследования и захвата судов противника. С 1810 по 1813 год находился в крейсерских плаваниях в Чёрном море. | [ 77 ] [ 80 ] [ 89 ] [ 90 ]             |
| Диана                | 10    | н/д         | н/д    | н/д | н/д                            | н/д              | 1788/1805 | 1808 | В 1805 году доставил в Корфу припасы для русских войск, в 1806 — совершил плавание в Константинополь. Принимал участие в русско-турецкой войне 1806—1812 годов. Использовался для крейсерских плаваний и доставки пассажиров. 18 (30) августа 1808 года сильным порывом ветра был выброшен на мель у Сулинского гирла. Экипаж удалось спасти, а бриг стянуть с мели, однако из-за сильных повреждений он сразу же заполнился водой, вновь выброшен на берег и разбит волнами. | [ 77 ] [ 80 ] [ 91 ] [ 90 ]             |
| Царь Константин      | н/д   | н/д         | н/д    | н/д | н/д                            | н/д              | 1806      | 1812 | Принимал участие в русско-турецкой войне 1806—1812 годов. Использовался для крейсерских и практических плаваний, доставки провианта, обстрела береговых батарей и судов противника. 19 (31) декабря 1811 года сел на мель на подходах к Анапе, снять с мели судно не удалось и экипаж был перевезён на берег. В ночь на 9 (21) января 1812 года окончательно разбит штормом. | [ 77 ] [ 80 ] [ 91 ] [ 92 ]             |
| Лаврентий            | н/д   | 22,6 х 6,2  | 2,9    | н/д | Херсонская верфь               | М. И. Суровцов   | 1807      | 1825 | Принимал участие в русско-турецкой войне 1806—1812 годов. Использовался для крейсерских плаваний, обстрела береговых укреплений, доставки грузов и перевозки войск. После войны с 1812 по 1814 нёс брандвахтенную службу в Феодосии, а с 1817 по 1824 год — в Таганроге. | [ 80 ] [ 93 ] [ 94 ]                    |
| Мингрелия            | 16/18 | 26,8 x 8,5  | 4      | н/д | Севастопольское адмиралтейство | А. И. Мелихов    | 1813      | 1842 | С 1815 по 1817 году принимал участие в действиях русского флота у берегов Кавказа. С 1818 по 1827 год выходил в практические плавания в Чёрное море. Принимал участие в русско-турецкой войне 1828—1829 годов, использовался для конвоирования канонерских лодок, крейсерских плаваний, несения брандвахтенной службы в Варне, уничтожения и захвата судов противника, перевозки войск, бомбардировок береговых укреплений и высадки десанта. После войны нёс брандвахтенную службу в Одессе и Николаеве. | [ 77 ] [ 95 ] [ 96 ] [ 97 ]             |
| Николай              | н/д   | 18,3 х 5,3  | 2,8    | н/д | н/д                            | н/д              | 1817      | н/д  | Сведений о плаваниях брига не сохранилось. | [ 98 ] [ 99 ]                           |
| Николай              | 20    | 25,3 x 8,4  | 3,4    | н/д | н/д                            | н/д              | 1818      | н/д  | В 1822—1824 годах выходил в плавания в Чёрное и Азовское морях. В 1825 году на бриге выполнялась опись берегов Днепровского лимана, а в 1826 и 1827 годах — берегов Чёрного и Азовского морей. В 1831 года нёс брандвахтенную службу в Керченском проливе. | [ 3 ] [ 98 ] [ 99 ]                     |
| Меркурий             | 20/18 | 29,5 x 9,4  | 4,2    | 108 | Севастопольское адмиралтейство | И. Я. Осминин    | 1820      | 1857 | В 1820 году выходил в практическое плавание в Чёрное море, с 1821 по 1827 год — в крейсерские плавания к берегам Абхазии. Принимал участие в русско-турецкой войне 1828—1829 годов, использовался для крейсерских плаваний, доставки корреспонденции и захвата судов противника. Получил известность благодаря победе в неравном бою с турецкими линейными кораблями «Селимие» и «Реал-бей». После войны в 1830, 1831, 1837—1842, 1846—1848 и 1853 годах принимал участие в операциях русского флота у берегов Кавказа, в том числе в создании Кавказской укрепленной береговой линии. С 1832 по 1836 год находился в Севастополе, зимой 1837—1838 годов там же подвергся тимберовке. С 1843 по 1845 год и с 1849 по 1852 год выходил в практические плавания в Чёрное море в составе эскадр. Во время Крымской войны находился в Николаеве. В 1857 году по причине крайней ветхости был исключён из списков флота и разобран. | [ 77 ] [ 99 ] [ 100 ] [ 101 ]           |
| Ганимед              | 22/18 | 30,2 x 9,2  | 3,9    | н/д | Николаевское адмиралтейство    | А. И. Мелихов    | 1820      | 1836 | С 1820 по 1827 год выходил в практические плавания в Чёрное море и в крейсерские плавания к берегам Абхазии. Принимал участие в русско-турецкой войне 1828—1829 годов, использовался для крейсерских плаваний, доставки корреспонденции, конвоирования гребных судов, перевозки войск, бомбардировки укреплений и захвата судов противника. После войны в 1830 и 1831 годах принимал участие в операциях русского флота у берегов Кавказа. В 1836 году разобран. | [ 77 ] [ 99 ] [ 102 ] [ 103 ]           |
| Орфей                | 24/18 | 30,5 x 9,2  | 3,7    | н/д | Николаевское адмиралтейство    | А. И. Мелихов    | 1821      | 1836 | С 1821 по 1827 год выходил в практические плавания в Чёрное море. Принимал участие в русско-турецкой войне 1828—1829 годов, использовался для поддержки с моря действий сухопутных войск, крейсерских плаваний, высадки десанта, обстрела укреплений, захвата и уничтожения судов противника, декабре 1828 года под парламентерским флагом доставил к Босфору вице-канцлера К. В. Нессельроде. После войны в 1830 и 1831 годах принимал участие в операциях русского флота у берегов Кавказа. С 1832 по 1834 год нёс брандвахтенную службу в Севастополе. В 1836 году разобран. | [ 77 ] [ 99 ] [ 104 ] [ 105 ] [ 106 ]   |
| Пегас                | 22    | 29,9 х 9,5  | 4,5    | 142 | Севастопольское адмиралтейство | И. Я. Осминин    | 1826      | 1838 | В 1826 и 1827 годах выходил в крейсерство к берегам Абхазии. Принимал участие в русско-турецкой 1828—1829 годов, использовался для крейсерских плаваний, обстрела береговых укреплений и войск противника, высадке десантов, артиллерийской поддержке с моря действий русских войск и уничтожения вражеских судов. После войны в 1830 и 1831 годах принимал участие в операциях русского флота у берегов Кавказа. В 1831 году принимал участие в экспедиции Черноморского флота на Босфор. С 1834 по 1836 выходил в практические плавания в Чёрном море. В 1838 году — переоборудован в магазин. | [ 98 ] [ 99 ] [ 107 ] [ 108 ]           |
| Керчь                | 6/8   | 22,1 х 7    | н/д    | н/д | н/д                            | н/д              | 1828      | 1848 | Зимой 1833—1834 подвергся тимберовке в Николаеве. С 1834 по 1848 год нёс брандвахтенную службу в Керченском проливе. В 1848 году разобран. | [ 23 ] [ 109 ] [ 110 ]                  |
| Кастор               | 18    | 29,3 x 9,1  | 3,9    | н/д | Николаевское адмиралтейство    | А. К. Каверзнев  | 1829      | 1839 | В 1830 году выходил в учебное плавание в Чёрное море с гардемаринами Морского корпуса на борту. С 1831 по 1838 год принимал участие в действиях русского флота у берегов Кавказа. В 1839 году переделан в магазин. | [ 54 ] [ 98 ] [ 109 ]                   |
| Полукс               | 18    | 29,3 x 9,1  | 3,9    | н/д | Николаевское адмиралтейство    | А. К. Каверзнев  | 1829      | 1838 | В 1830 году выходил в учебное плавание в Чёрное море с гардемаринами Морского корпуса на борту. С 1831 по 1838 год принимал участие в действиях русского флота у берегов Кавказа. В 1838 году переделан в магазин. | [ 54 ] [ 98 ] [ 109 ]                   |
| Фемистокл            | 18    | 29,7 x 9,4  | 4,7    | 150 | Николаевское адмиралтейство    | А. С. Акимов     | 1833      | 1838 | В 1834 и 1835 годах находился в распоряжении русской миссии в Афинах. В 1836 году выходил в плавание в Чёрное море с гардемаринами на борту. В 1837 году вновь находился в распоряжении русской миссии в Греции. В 1838 году принимал участие в операциях русского флота у берегов Кавказа. 31 мая (12 июня) 1838 года разбился недалеко от устья реки Туапсе во время шторма. | [ 98 ] [ 109 ] [ 111 ]                  |
| Аргонавт             | 12    | 27,5 x 7,9  | 4,1    | н/д | Севастопольское адмиралтейство | А. П. Прокофьев  | 1838      | 1855 | С 1839 по 1853 год ежегодно принимал участие в операциях русского флота у берегов Кавказа. Во время Крымской войны находился в готовности на Севастопольском рейде. 27 августа (8 сентября) 1855 был затоплен на рейде при оставлении города гарнизоном. | [ 98 ] [ 109 ] [ 112 ] [ 113 ]          |
| Эндимион             | 12    | 27,8 x 8,8  | 4,4    | н/д | Николаевское адмиралтейство    | С. И. Чернявский | 1839      | 1855 | С осени 1839 года по 1841 год находился в распоряжение русского посланника в Греции. С 1842 по 1853 год участвовал в действиях русского флота у берегов Кавказа. Принимал участие в Крымской войне. В 1854 и 1855 находился в Севастополе, где и был затоплен при оставлении города гарнизоном. | [ 113 ] [ 114 ] [ 115 ] [ 116 ] [ 117 ] |
| Паламед              | 18    | 30,9 x 9,8  | 5      | н/д | Николаевское адмиралтейство    | Кириллов         | 1839      | 1848 | В 1840, 1841, 1844, 1845 и 1847 годах выходил в практические плавания в Чёрное море. В 1842 и 1843 годах находился в распоряжении русского посланника в Греции. В 1846 году принимал участие в операциях флота у берегов Кавказа. С конца 1847 года находился в составе отряда судов Абхазской экспедиции. 13 (25) января 1848 года находясь на Новороссийском рейде был застигнут борой и разбился. | [ 114 ] [ 116 ] [ 118 ]                 |
| Фемистокл            | 16    | 32,1 x 10,2 | 5      | н/д | Николаевское адмиралтейство    | Г. В. Афанасьев  | 1839      | 1855 | В 1840, 1841, 1844—1846 и 1848—1853 годах выходил в практические плавания в Чёрное море и участвовал в действиях флота у берегов Кавказа. В 1842 и 1843 годах находился в распоряжении русского посланника в Турции, а в 1847 — русского посланника в Греции. Принимал участие в Крымской войне, в 1854 и 1855 годах находился в Севастополе, где и был затоплен при оставлении города гарнизоном. | [ 114 ] [ 118 ] [ 119 ] [ 120 ]         |
| Персей               | 16    | 32,1 x 10,2 | 5      | н/д | Николаевское адмиралтейство    | Г. В. Афанасьев  | 1840      | 1854 | С 1841 по 1843 год выходил в практические плавания в Чёрное море. С середины 1843 по 1844 год находился в распоряжении русского посланника в Греции. С 1846 по 1848 год принимал участие в операциях флота у берегов Кавказа. В 1851 году вновь был направлен в распоряжение русского посланника в Греции. Начало Крымской войны бриг встретил в Средиземном море, поэтому в 1854 году был продан в Заре. | [ 114 ] [ 118 ] [ 119 ] [ 121 ]         |
| Неарк                | 12    | 27,8 x 8,8  | 4,4    | н/д | Николаевское адмиралтейство    | Кириллов         | 1840      | 1855 | В 1841, 1842, 1845—1849, 1851 и 1852 годах выходил в практические плавания в Чёрное море, а также принимал участие в действиях флота у берегов Кавказа. В 1843, 1844 и 1850 годах находился в Константинополе в распоряжении русского посланника в Турции. Принимал участие в Крымской войне, с 1853 по 1855 год находился в Севастополе, где и был затоплен при оставлении города гарнизоном. | [ 114 ] [ 116 ] [ 118 ]                 |
| Эней                 | 12/16 | 32,1 x 10,2 | 5      | н/д | Николаевское адмиралтейство    | Г. В. Афанасьев  | 1842      | 1855 | В 1843 году выходил практические плавания в Чёрное море. С 1844 по 1851 год находился в распоряжении русского посланника в Греции. В 1852 году выходил в крейсерство к берегам Кавказа. Принимал участие в Крымской войне, выходил на поиски турецкого флота к румелийскому берегу, после обнаружения турецких судов в Синопской бухте, доставил донесение в Севастополь. С февраля 1854 года входил в эскадру защиты Севастопольского рейда, затоплен в Севастополе при оставлении города гарнизоном. | [ 114 ] [ 118 ] [ 119 ] [ 122 ]         |
| Птоломей             | 18    | 30,9 x 9,8  | 5      | н/д | Николаевское адмиралтейство    | Г. В. Афанасьев  | 1845      | 1855 | В 1847, 1849, 1852 и 1853 годах выходил в практические плавания в Чёрное море. В 1850 и 1851 годах находился в распоряжении русского посланника в Греции. 3 (15) ноября 1852 года у острова Тендра попал в шторм и был выброшен на отмель. Экипажу удалось спастись, а сам бриг позже был снят с мели и отремонтирован. В 1853 году участвовал в действиях флота у берегов Кавказа. Принимал участие в Крымской войне, в 1855 году погиб при бомбардировке Севастополя англо-французскими войсками. | [ 114 ] [ 116 ] [ 123 ]                 |
| Тезей                | 18    | 30,9 x 9,8  | 5      | н/д | Николаевское адмиралтейство    | Г. В. Афанасьев  | 1845      | 1855 | C 1846 по 1852 год выходил в практические плавания в Чёрное море. В 1853 году участвовал в действиях флота у берегов Кавказа. Принимал участие в Крымской войне, находился в Севастополе, где и был затоплен при оставлении города гарнизоном. | [ 113 ] [ 114 ] [ 116 ] [ 124 ]         |
| Орфей                | 16    | 33,5 х 10,7 | н/д    | н/д | Севастопольское адмиралтейство | Делябель         | 1845      | 1853 | В 1847 и 1848 годах находился в распоряжении русского посланника в Греции. С 1849 по 1851 годах выходил в практические плавания в Чёрное море в составе эскадр. С 1852 года вновь в распоряжение русского посланника в Греции. В 1853 году продан в Триесте. | [ 114 ] [ 123 ] [ 125 ]                 |
| Язон                 | 12    | 31,7 х 9,3  | н/д    | н/д | Севастопольское адмиралтейство | Редькин          | 1850      | 1855 | В 1851 и 1852 годах находился распоряжении русского посланника в Греции. Принимал участие в Крымской войне, использовался в качестве разведывательного судна, для крейсерских плаваний и перевозки войск. С февраля 1854 года входил в состав эскадры защиты Севастопольского рейда. Затоплен на рейде при оставлении Севастополя. | [ 114 ] [ 123 ] [ 126 ] [ 127 ]         |

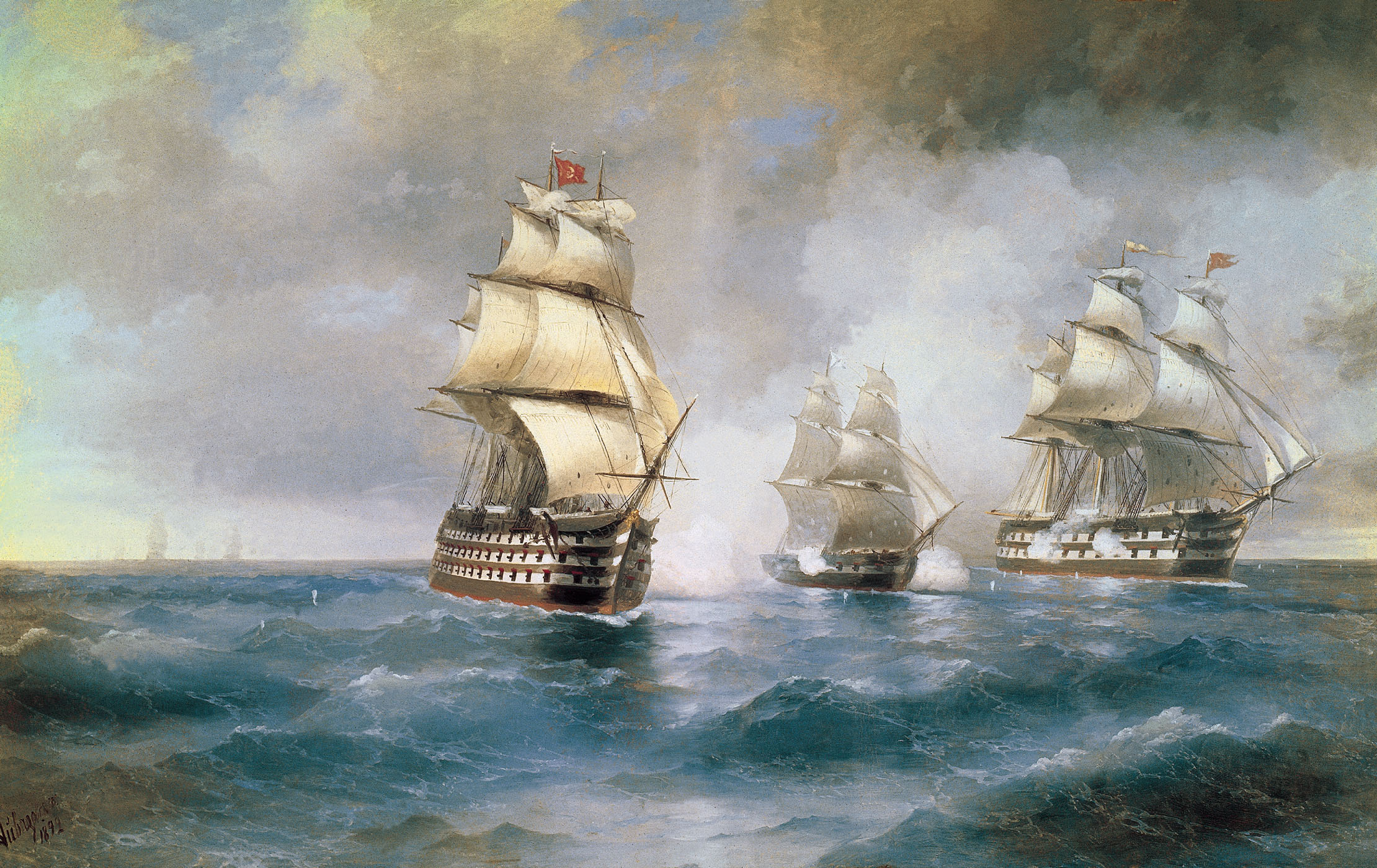
Иван Айвазовский. Бриг «Меркурий», атакованный двумя турецкими кораблями
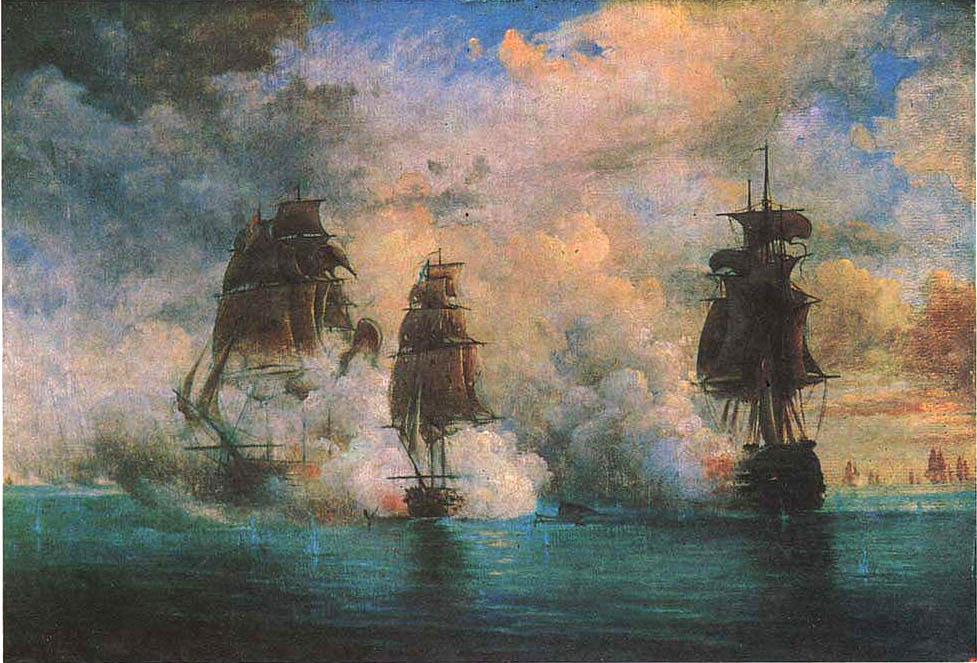
Николай Красовский. Бой брига «Меркурий» с двумя турецкими кораблями в 1829 году
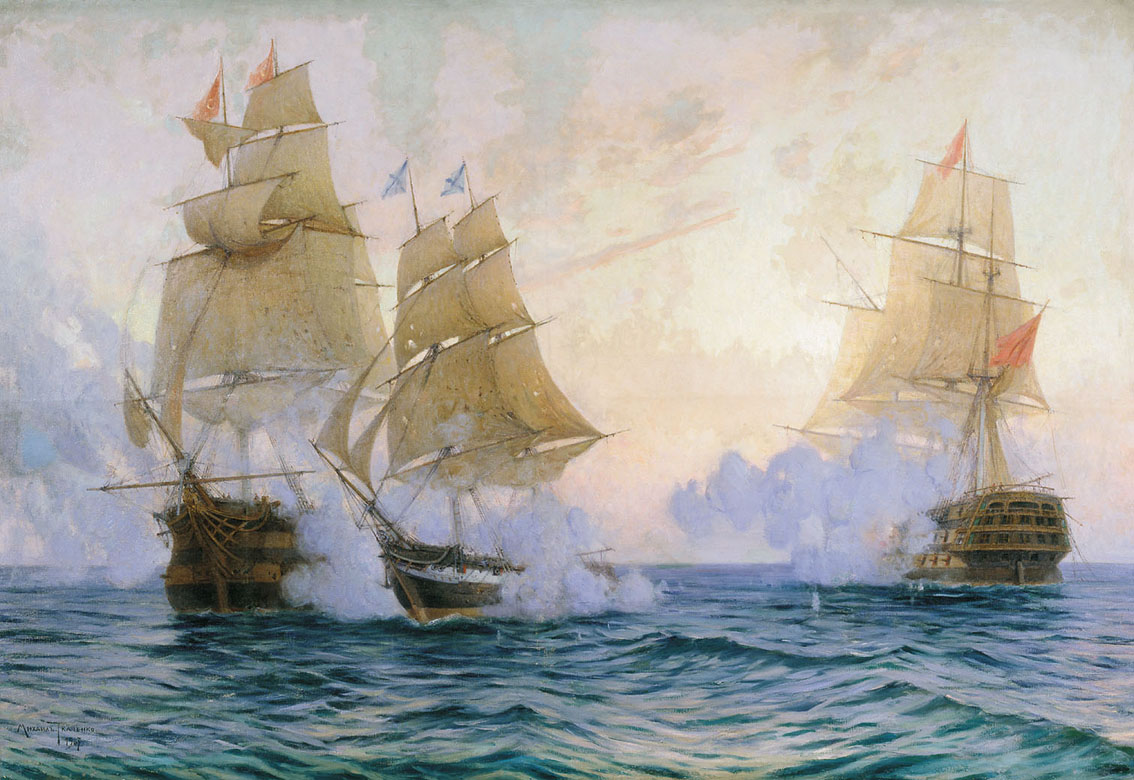
Михаил Ткаченко. Бой брига «Меркурий» с турецкими кораблями 14 мая 1829 года
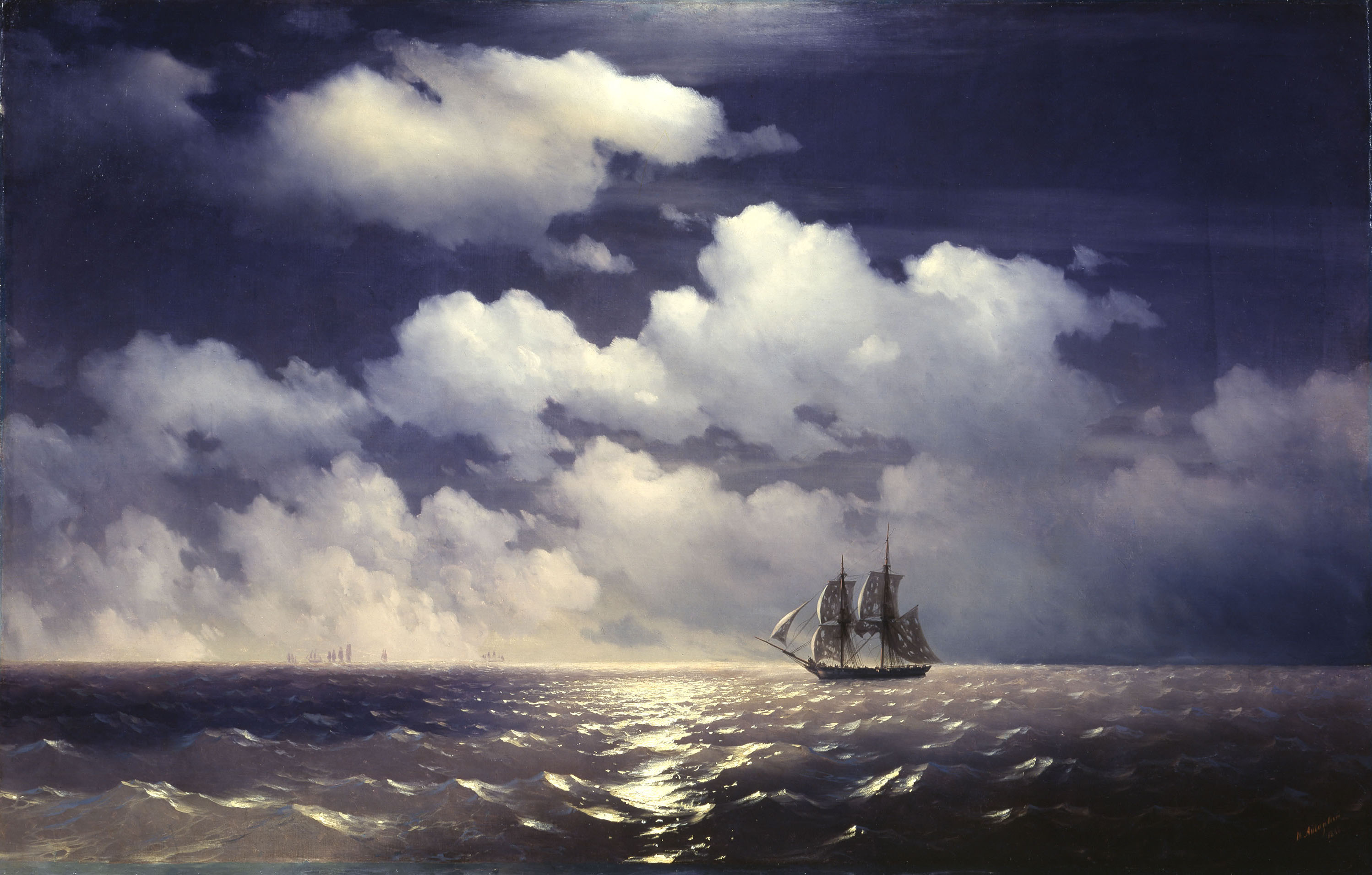
Иван Айвазовский. Бриг «Меркурий» после победы над двумя турецкими кораблями встречается с русской эскадрой
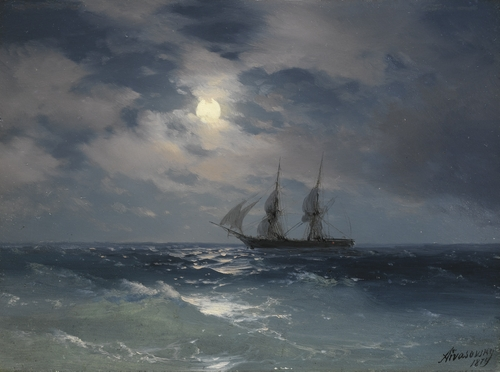
Иван Айвазовский. Бриг «Меркурий» в лунном свете
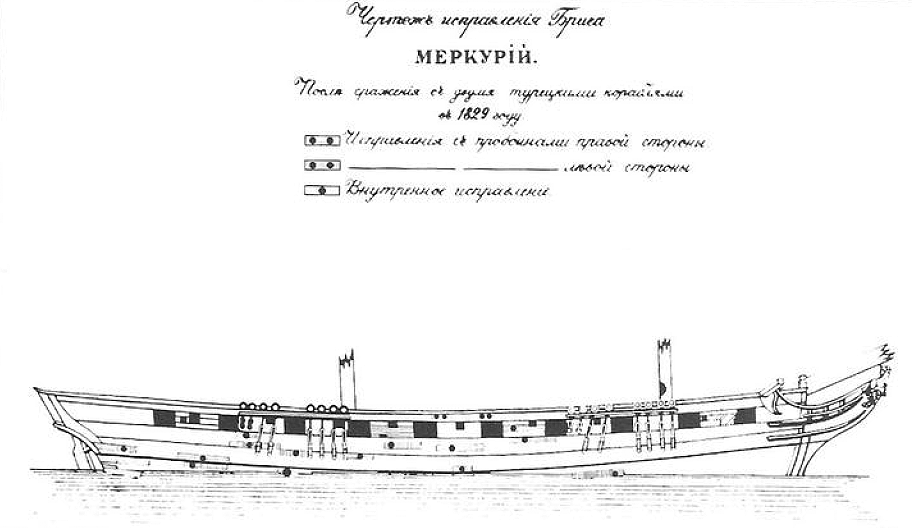
Повреждения корпуса брига «Меркурий», полученные в ходе боя 14 мая 1829 года
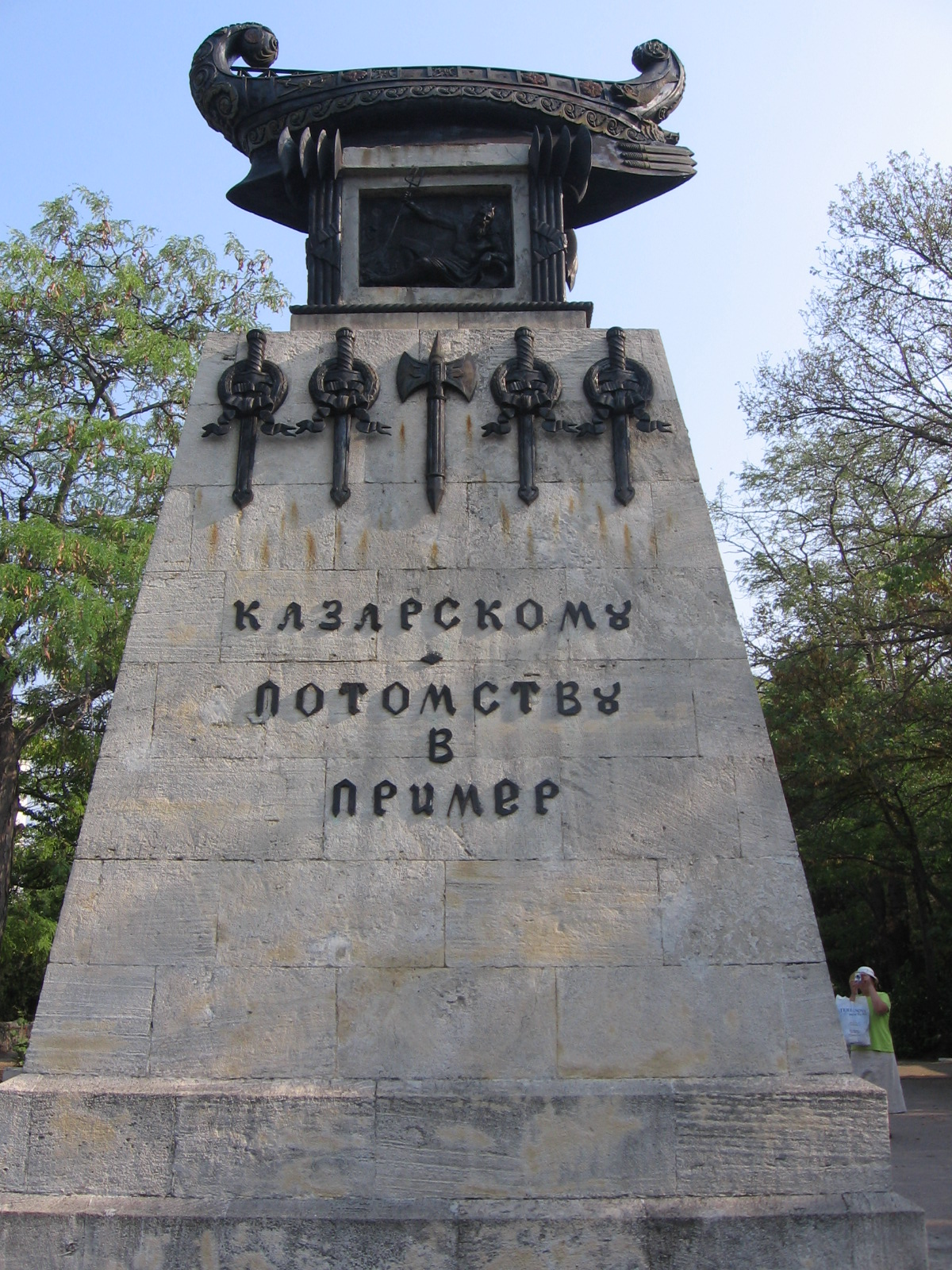
Памятник А. И. Казарскому и подвигу брига «Меркурий» в Севастополе
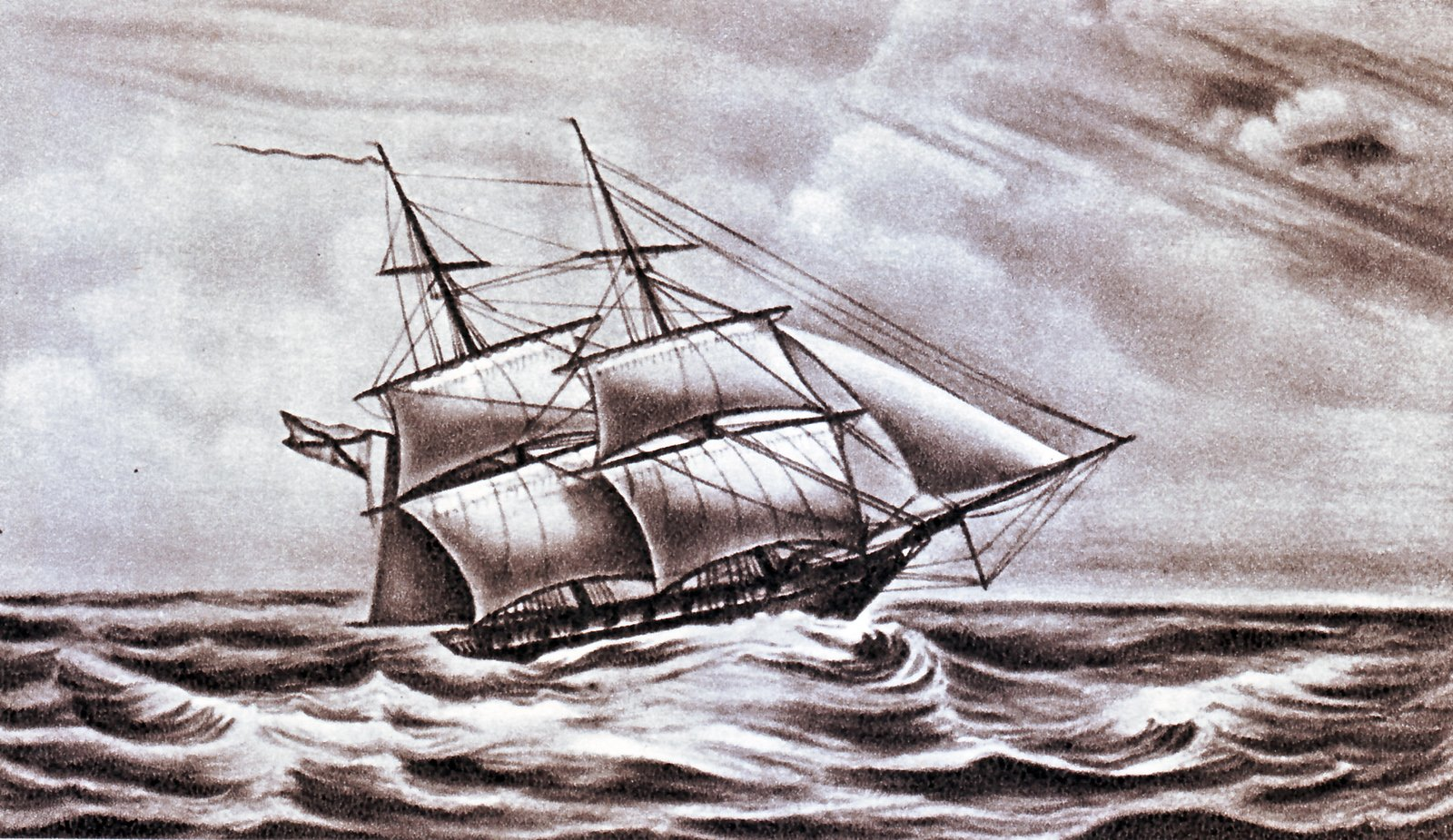
Бриг «Персей». Литография Подустова по рисунку В. А. Прохорова
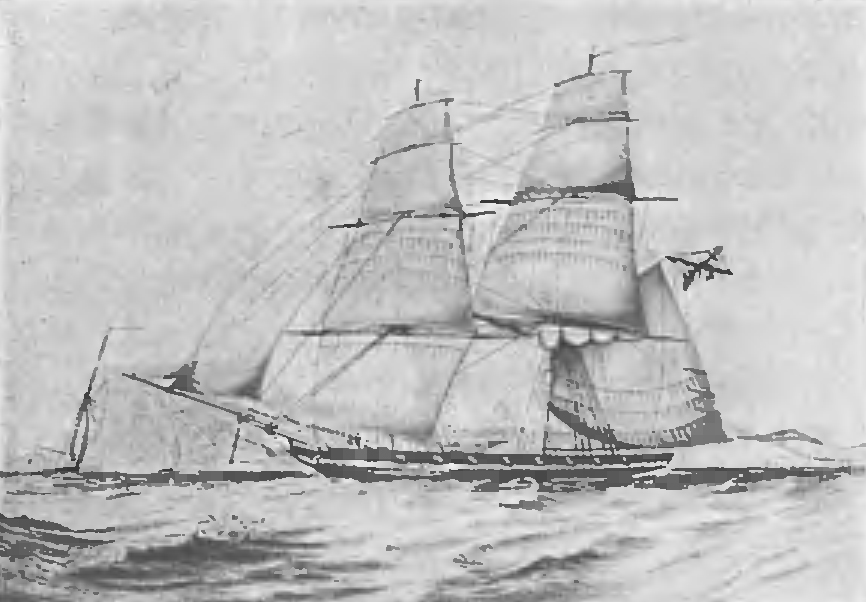
Бриг «Фемистокл» у Феодосии. Рисунок В. А. Прохорова
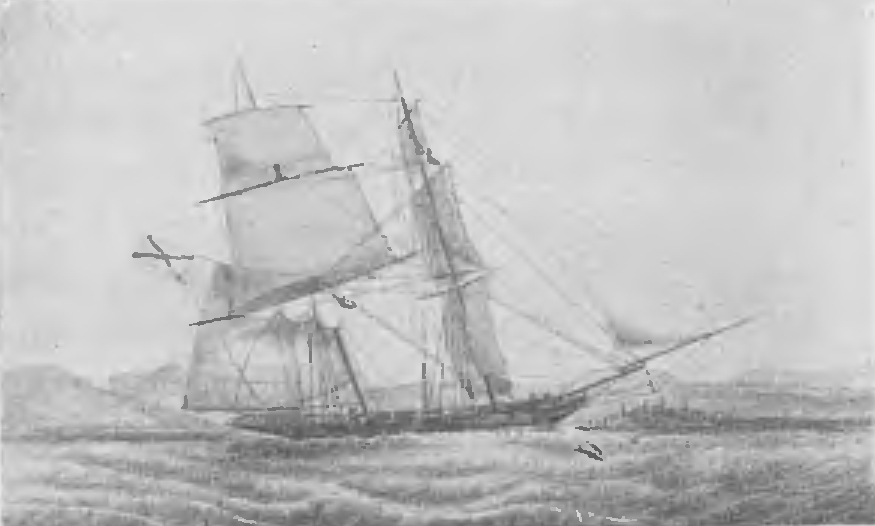
12-пушечный бриг «Эндимион»
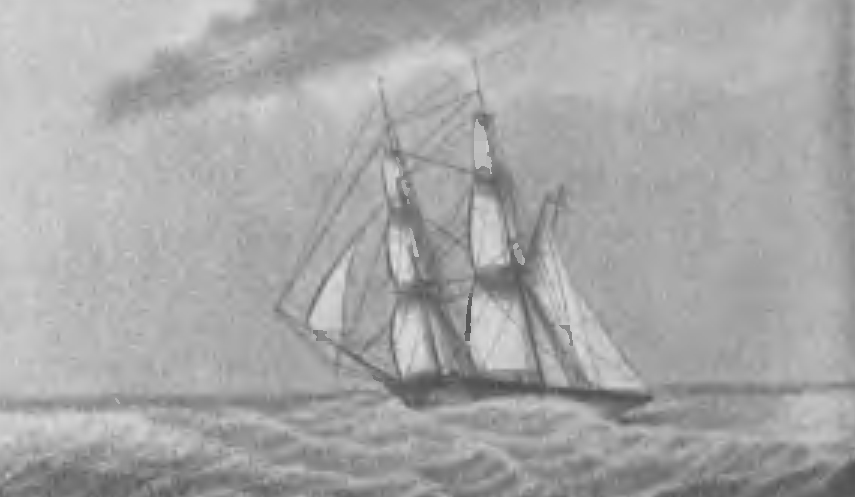
20-пушечный бриг «Орфей»
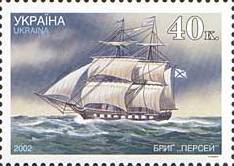
Бриг «Персей» на украинской почтовой марке 2002 года

## Бриги Беломорской флотилии
В разделе приведены бриги, входившие в состав Беломорской флотилии России.
| Наименование | Ор. | Размер       | Осадка | Эк. | Верфь               | Мастер         | Вх.  | Вых. | История службы | Прим.                           |
| ------------ | --- | ------------ | ------ | --- | ------------------- | -------------- | ---- | ---- | --- | ------------------------------- |
| Новая Земля  | 16  | 24,4 x 6,1   | 2,8    | н/д | Соломбальская верфь | A. M. Курочкин | 1819 | 1841 | Принимал участие в экспедициях к архипелагу Новая Земля. После экспедиций с 1826 по 1837 год нёс бранвахтенную службу в устье Северной Двины и у острова Мудьюг, а также совершал плавания к Соловецким островам. Разобран в Архангельске.                  | [ 128 ] [ 129 ] [ 130 ] [ 131 ] |
| Лапоминка    | 16  | 24,38 х 7,62 | 2,84   | н/д | Соломбальская верфь | A. M. Курочкин | 1825 | 1848 | С 1826 по 1833 год принимал участие в экспедициях по описи берегов Белого моря. В 1834, 1835 и с 1838 по 1844 год нёс брандвахтенную службу у острова Мудьюг. С 1848 года использовался в качестве портового судна, после чего был разобран в Архангельске. | [ 43 ] [ 128 ] [ 129 ]          |
| Новая Земля  | 16  | 25,9 x 7,9   | 1,7    | н/д | Соломбальская верфь | Рихтер         | 1845 | 1862 | С 1845 по 1862 год выходил в плавания в Белое море, а также нёс брандвахтенную службу в Архангельске и у острова Мудьюг. | [ 128 ] [ 129 ] [ 132 ]         |

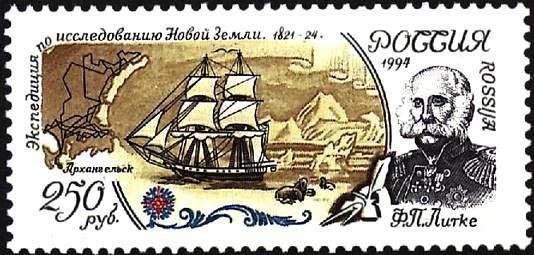
Бриг «Новая Земля» на почтовой марке России 1992 года

## Бриги Каспийской флотилии
В разделе приведены бриги, входившие в состав Каспийской флотилии России.
| Наименование | Ор. | Размер     | Осадка | Эк. | Верфь                       | Мастер         | Вх.  | Вых. | История службы | Прим.                   |
| ------------ | --- | ---------- | ------ | --- | --------------------------- | -------------- | ---- | ---- | --- | ----------------------- |
| Волга        | 8   | 22,9 x 6,6 | 3      | н/д | Казанское адмиралтейство    | Е. И. Кошкин   | 1806 | 1817 | Принимал участие в русско-персидской войне 1804—1813 годов. С 1808 по 1813 год выходил в крейсерские плаванья к берегам Восточного Закавказья и оказывал поддержку сухопутным войскам. Разобран в Астрахани. | [ 17 ] [ 133 ] [ 134 ]  |
| Радуга       | 8   | 22,9 x 6,6 | 3      | н/д | Казанское адмиралтейство    | Е. И. Кошкин   | 1806 | 1820 | Принимал участие в русско-персидской войне 1804—1813 годов. С 1808 по 1813 год выходил в крейсерские плаванья к берегам Восточного Закавказья и оказывал поддержку сухопутным войскам. С 1814 по 1817 год выходил в плавания в Каспийское море. В 1818 и 1819 годах нёс брандвахтенную службу в Баку. Разобран в Астрахани. | [ 17 ] [ 133 ] [ 134 ]  |
| Змея         | 8   | 22,9 x 6,6 | 3      | н/д | Казанское адмиралтейство    | Е. И. Кошкин   | 1808 | 1817 | Принимал участие в русско-персидской войне 1804—1813 годов. С 1809 по 1813 год выходил в крейсерские плаванья к берегам Восточного Закавказья и оказывал поддержку сухопутным войскам. В декабре 1812 года совместно люгером «Щеголь» принимал участие в сражении с персидскими войсками, которые двигались к Ленкорани, осажденной эскадрой капитана 1-го ранга Е. В. Веселаго, после чего — в бомбардировках и штурме крепости. С 1814 по 1816 год нёс брандвахтенную службу у острова Четырёхбугорный. Разобран в Астрахани. | [ 17 ] [ 133 ] [ 134 ]  |
| Ящерица      | 8   | 22,9 x 6,6 | 3      | н/д | Казанское адмиралтейство    | Е. И. Кошкин   | 1808 | 1819 | Принимал участие в русско-персидской войне 1804—1813 годов. С 1809 по 1813 год выходил в крейсерские плаванья к берегам Восточного Закавказья и оказывал поддержку сухопутным войскам. Разобран в Астрахани. | [ 17 ] [ 133 ] [ 134 ]  |
| Баку         | 12  | н/д        | н/д    | н/д | Казанское адмиралтейство    | А. П. Антипьев | 1821 | 1832 | С 1822 по 1825 и в 1830 году выходил в плавания в Каспийское море. Принимал участие в русско-персидской войне 1826—1828 годов, использовался для поддержки войск, высадки десантов и доставки грузов. В результате переговоров с вождями туркменских кочевых племен, проведённых командиром брига капитан-лейтенантом Г. Г. Басаргиным, туркменские племена выступили против Персии на стороне России. Разобран в Астрахани. | [ 104 ] [ 133 ] [ 135 ] |
| Орёл         | 12  | н/д        | н/д    | н/д | Астраханское адмиралтейство | н/д            | 1824 | 1833 | В 1824, 1825 и с 1830 по 1832 год выходил в плавания в Каспийское море. Принимал участие в русско-персидской войне 1826—1828 годов, использовался для поддержки войск, доставки продовольствия, обстрела войск и судов противника. 22 августа (3 сентября) 1826 года отбил у персов захваченное русское судно «Авраамий». Разобран в Астрахани. | [ 43 ] [ 133 ] [ 135 ]  |
| Эривань      | 12  | 25,5 x 7   | 3,3    | н/д | Астраханское адмиралтейство | С. О. Бурачёк  | 1827 | 1837 | Принимал участие русско-персидской войне 1826—1828 годов. В 1827 году выходил в крейсерские плавание в Каспийское море в составе эскадры. Во время русско-турецкой войны 1828—1829 годов на бриге выполнялась доставка припасов и пополнения в действующую армию из Астрахани. С 1831 по 1835 год выходил в плавания в Каспийское море. Разобран в Астрахани. | [ 133 ] [ 136 ] [ 135 ] |
| Сардар-Абад  | 12  | 25,5 x 7   | 3,3    | н/д | Астраханское адмиралтейство | С. О. Бурачёк  | 1827 | 1836 | Принимал участие русско-персидской войне 1826—1828 годов. В 1827 году выходил в крейсерские плавание в Каспийское море в составе эскадры. Во время русско-турецкой войны 1828—1829 годов на бриге выполнялась доставка припасов и пополнения в действующую армию из Астрахани. С 1830 по 1832 год выходил в плавания в Каспийское море. В 1833 году нёс брандвахтенную службу на Саринском рейде. Переоборудован в магазин в Астрахани.                                                                                         | [ 133 ] [ 136 ] [ 135 ] |
| Тавриз       | 12  | 25,5 x 7   | 3,3    | н/д | Астраханское адмиралтейство | С. О. Бурачёк  | 1827 | 1836 | Принимал участие русско-персидской войне 1826—1828 годов. В 1827 году выходил в крейсерские плавание в Каспийское море в составе эскадры. Во время русско-турецкой войны 1828—1829 годов на бриге выполнялась доставка припасов и пополнения в действующую армию из Астрахани. С 1830 по 1833 год выходил в плавания в Каспийское море. В 1834 году нёс брандвахтенную службу в Баку. Переоборудован в магазин в Астрахани. | [ 136 ] [ 135 ] [ 137 ] |
| Аббас-Абад   | 12  | 25,5 x 7   | 3,3    | н/д | Астраханское адмиралтейство | С. О. Бурачёк  | 1827 | 1837 | Принимал участие русско-персидской войне 1826—1828 годов. В 1827 году выходил в крейсерские плавание в Каспийское море в составе эскадры. Во время русско-турецкой войны 1828—1829 годов на бриге выполнялась доставка припасов и пополнения в действующую армию из Астрахани. С 1830 по 1832 год и с 1834 по 1836 год выходил плавания в Каспийское море, на бриге из Астрахани перевозились грузы в Баку, в устье Куры и на остров Сара. Разобран в Астрахани.                                                                | [ 135 ] [ 137 ] [ 138 ] |
| Ардебиль     | 8   | 21,7 x 6,4 | 2,9    | н/д | Астраханское адмиралтейство | С. О. Бурачёк  | 1828 | 1837 | В 1829 году использовался для перевозки провианта и доставки пополнения в действующую армию из Астрахани. 23 июня (5 июля) 1829 года был опрокинут и затонул в районе устья Волги, в том же году был поднят, исправлен и введён в строй. В 1830, 1831, 1832 и 1836 годах выходил в плавания в Каспийское море, на бриге из Астрахани перевозились грузы в Баку, устье Куры. В 1835 году занимал карантинный пост в Ленкорани. Разобран в Астрахани.                                                                             | [ 135 ] [ 137 ] [ 139 ] |
| Джеван-Булак | 8   | 20,8 x 6,7 | 3,3    | н/д | Астраханское адмиралтейство | С. О. Бурачёк  | 1828 | 1841 | В 1828 году использовался для перевозки провианта и доставки пополнения в действующую армию из Астрахани. В 1830 и 1833 годах нёс брандвахтенную службу в Баку. В 1831, 1832 и с 1835 по 1837 год выходил в плавания в Каспийское море, на бриге из Астрахани перевозились грузы в Баку, устье Куры и к острову Сара. С 1838 по 1840 год нёс брандвахтенную службу у острова Четырёхбугорный. По окончании службы переоборудован в магазин.                                                                                     | [ 135 ] [ 137 ] [ 140 ] |
| Туркменчай   | 8   | 20,5 x 6,4 | 3,4    | н/д | Астраханское адмиралтейство | С. О. Бурачёк  | 1828 | 1837 | В 1829 году использовался для перевозки провианта и доставки пополнения в действующую армию из Астрахани. В 1830, 1831, 1833 и 1834 годах выходил в плавания в Каспийское море, на бриге из Астрахани перевозились грузы в Баку и к острову Сара. В 1835 и 1836 годах нёс брандвахтенную службу в Баку. Разобран в Астрахани. | [ 137 ] [ 140 ] [ 141 ] |
| Миана        | 8   | 22,4 x 6,4 | 2,7    | н/д | Астраханское адмиралтейство | С. О. Бурачёк  | 1828 | 1838 | В 1829 году использовался для перевозки провианта и доставки пополнения в действующую армию из Астрахани. С 1830 по 1834 год выходил в плавания в Каспийское море, на бриге из Астрахани перевозились грузы в Баку и устье Куры. В 1835 году находился в крейсерском плавании у мыса Тюб-Караган с целью для защиты рыбных промыслов от браконьеров. В 1836 и 1837 годах нёс брандвахтенную службу у острова Четырёхбугорный. По окончании службы переоборудован в магазин в Астрахани.                                         | [ 137 ] [ 140 ] [ 142 ] |
| Баку         | 14  | 25 x 7,6   | 3,1    | н/д | Астраханское адмиралтейство | С. Г. Бебихов  | 1835 | н/д  | С 1836 по 1844 год совершал плавания между портами Каспийского моря, занимал брандвахтенные посты в Баку и у острова Сара. В 1839 году на бриге из Астрахани в Энзели был доставлен подарок Николая I персидскому шаху. Зимой 1844—1845 годов подвергся тимберовке в Астрахани. С 1846 по 1850 год нёс брандвахтенную службу в Баку. | [ 111 ] [ 137 ] [ 142 ] |
| Мангишлак    | 8   | 23,2 x 7,4 | 3,3    | н/д | Астраханское адмиралтейство | С. Г. Бебихов  | 1837 | 1857 | С 1837 по 1843 год и с 1848 по 1856 год совершал плавания между портами Каспийского моря, выходил в крейсерские плавания к берегам Персии и Туркмении, нёс брандвахтенную службу у острова Сара и в Астрабадском заливе. В 1845 году подвергся тимберовке в Астрахани, а в 1857 году переделан в блокшив в Астрабаде. | [ 111 ] [ 137 ] [ 142 ] |
| Ардон        | 8   | 23,2 x 7,4 | 3,3    | н/д | Астраханское адмиралтейство | С. Н. Неверов  | 1838 | 1858 | С 1838 по 1844 год и с 1846 по 1857 год совершал плавания между портами Каспийского моря, выходил в крейсерские плавания к берегам Персии и Туркмении, нёс брандвахтенную службу в Баку и у острова Сара. В 1845 году подвергся тимберовке в Астрахани, а 1858 году переделан в блокшив. | [ 111 ] [ 137 ] [ 142 ] |
| Аракс        | 12  | 25 x 7,6   | 3,5    | н/д | Астраханское адмиралтейство | С. Н. Неверов  | 1839 | н/д  | С 1839 по 1844 год выходил в крейсерские плавания к берегам Персии и Туркмении. В 1846 году подвергся тимберовке в Астрахани. | [ 125 ] [ 137 ] [ 142 ] |

## Бриги Сибирской флотилии
В разделе приведены бриги, входившие в состав Сибирской флотилии России.
| Наименование | Ор. | Размер     | Осадка | Эк. | Верфь          | Мастер           | Вх.  | Вых. | История службы | Прим.                   |
| ------------ | --- | ---------- | ------ | --- | -------------- | ---------------- | ---- | ---- | --- | ----------------------- |
| Михаил       | н/д | н/д        | н/д    | н/д | Охотская верфь | н/д              | 1820 | 1823 | С 1820 по 1823 год использовался для грузо-пассажирских перевозок между портами Охотского моря. Разбился по пути из Охотска в Гижигу вблизи мыса Амвон в 1823 году. | [ 130 ] [ 143 ] [ 144 ] |
| Елизавета    | 4   | н/д        | н/д    | н/д | Охотская верфь | И. С. Черногубов | 1821 | 1835 | С 1822 по 1835 год использовался для грузо-пассажирских перевозок между портами Охотского моря. 8 (20) октября 1835 года разбился при входе в Авачинскую бухту. | [ 143 ] [ 144 ] [ 145 ] |
| Екатерина    | 2   | н/д        | н/д    | н/д | Охотская верфь | И. С. Черногубов | 1823 | 1838 | С 1823 по 1838 год использовался для грузо-пассажирских перевозок между портами Охотского моря. В 1823 году недалеко от устья реки Облукоминская выброшен на берег у, однако был отремонтирован и вновь введён в строй. В 1838 году разбился у южного берега острова Симушир по пути из Охотска в Тигиль, весь экипаж и пассажиры погибли. | [ 43 ] [ 143 ] [ 144 ]  |
| Александр    | 4   | н/д        | н/д    | н/д | Охотская верфь | И. С. Черногубов | 1825 | 1827 | С 1825 по 1827 год использовался для грузо-пассажирских перевозок между портами Охотского моря. 28 сентября (10 октября) 1827 года в районе устья реки Большая сильным ветром был выброшен на берег. Экипаж и груз удалось спасти. | [ 43 ] [ 144 ] [ 146 ]  |
| Николай      | 4   | 22,7 x 7   | 4      | н/д | Охотская верфь | И. С. Черногубов | 1827 | 1846 | С 1827 по 1842 год использовался для грузо-пассажирских перевозок между портами Охотского моря и Петропавловским портом. 27 августа (8 сентября) 1842 года был выброшен на берег около устья реки Охоты во время шторма, где спустя 4 года и был разобран.                                                                                 | [ 140 ] [ 144 ] [ 146 ] |
| Камчатка     | 4   | 22,7 x 7   | 4      | н/д | Охотская верфь | И. С. Черногубов | 1829 | 1841 | С 1830 по 1841 год использовался для грузо-пассажирских перевозок между портами Охотского моря и Петропавловским портом. Разбился у Большерецка во время шторма 20 сентября (2 октября) 1841 года. | [ 140 ] [ 146 ] [ 147 ] |
| Курил        | н/д | 22,4 x 7   | 3,7    | 42  | Охотская верфь | Штейнгертер      | 1842 | 1850 | С 1842 по 1848 год состоял на грузо-пассажирском сообщении между Охотском и Петропавловским портом. В 1849 году подвергся тимберовке. В следующем году принимал участие в работах по переносу военного порта из Охотска в Петропавловский порт. В том же году пропал без вести.                                                            | [ 125 ] [ 146 ] [ 147 ] |
| Курил        | н/д | 22,9 х 7,6 | 3,4    | н/д | н/д            | н/д              | 1871 | 1876 | Зачислен в списки судов 1873 году, исключён — в 1876 году. | [ 147 ]                 |

## Экспедиционные бриги
В разделе приведены бриги, не входившие в состав флотов или флотилий России.
| Наименование | Ор. | Размер   | Осадка | Эк. | Верфь       | Мастер        | Вх.  | Вых. | История службы | Прим.                           |
| ------------ | --- | -------- | ------ | --- | ----------- | ------------- | ---- | ---- | --- | ------------------------------- |
| Рюрик        | 8   | 30 х 7,1 | 2      | 34  | верфь в Або | С. С. Разумов | 1815 | н/д  | На бриге была совершена кругосветная экспедиция О. Е. Коцебу, проходившая с 30 июня (12 июля) 1815 года по 22 июля (3 августа) 1818 года. После экспедиции был куплен Российско-американской компанией и отправлен в Новоархангельск. | [ 61 ] [ 148 ] [ 149 ]          |
| Кетти        | н/д | н/д      | н/д    | н/д | н/д         | н/д           | н/д  | н/д  | Принимал участие в полярной экспедиции 1824 года, промерах Белого моря в 1823—1824 годах и описных работы в устьях Печоры. | [ 150 ] [ 151 ] [ 152 ] [ 153 ] |

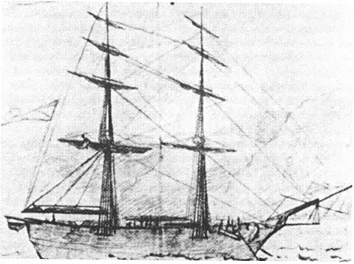
Бриг «Рюрик», рисунок Людвига Хориса
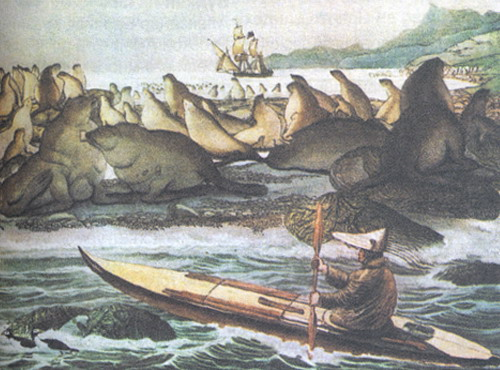
Бриг «Рюрик» у острова Святого Павла на акварели Людвига Хориса

### Комментарии
1. ↑  18-фунтовые карронады.
2. 1 2 3  Построен в Англии.
3. ↑  Куплен в феврале 1789 года.
4. 1 2  Бриги «Котка» и «Куцал-Мулим» строились по одному проекту, тип «Котка», и были названы именами островов в финляндских шхерах, между которыми произошло первое Роченсальмское сражение.
5. 1 2 3  6-фунтовые орудия.
6. 1 2 3  Карронады
7. 1 2 3  Куплен в 1805 году.
8. 1 2  Куплен в Средиземном море.
9. 1 2  Куплен в 1806 году.
10. ↑  Поступил в состав флота в 1806 году из числа купленных и призовых судов в Средиземном море.
11. ↑  Куплен на Мальте.
12. ↑  Переоборудован в плавучую тюрьму в Кронштадте.
13. ↑  От шведского Веселый, беззаботный.
14. ↑  Бывший шведский бриг, захваченный в качестве трофея во время капитуляции Свеаборга 21 апреля (3 мая) 1808 года.
15. ↑  В 1851 году во время тимберовки переделан в лоц-судно.
16. ↑  От швед. falcon — сокол.
17. ↑  Бывший шведский бриг, захваченный 2 (14) августа 1808 года.
18. 1 2  Бриги «Гонец» и «Меркурий» строились по одному проекту, тип «Гонец».
19. 1 2 3  Бриги «Феникс», «Олимп» и «Гонец» строились по одному проекту, тип «Феникс».
20. 1 2 3 4 5 6 7 8 9 10 11 12  24-фунтовые карронады.
21. 1 2 3 4  Бриги «Аякс», «Ида», «Святой Лаврентий» и «Охтенка» строились по одному проекту, тип «Аякс».
22. ↑  Куплен в 1824 году.
23. 1 2 3 4 5 6 7 8 9 10 11  Бриги «Охта», «Усердие», «Телемак», «Улисс», «Феникс», «Гектор», «Аякс», «Парис», «Приам», «Филоктет» и «Нестор» строились по одному проекту, тип «Охта».
24. ↑  Бывший египетский бриг, захваченный кораблём «Царь Константин» 28 января (9 февраля) 1829 года.
25. 1 2 3 4 5 6 7 8 9  Бриги «Диомид», «Патрокл», «Казарский», «Агамемнон», «Антенор», «Палинур», «Парис», «Улисс» и «Аякс» строились по одному проекту, тип «Диомид».
26. ↑  Получил название в честь капитан-лейтенанта А. И. Казарского, командира брига «Меркурий», одержавшего победу в бою с двумя турецкими линейными кораблями.
27. ↑  Изначально были установлены 24-фунтовые карронады, заменённые при тимберовке 1849—1850 годов на пушки.
28. ↑  От французского Счастливый случай.
29. ↑  Бывший французский бриг, захваченный 3 (14) ноября 1799 года у Анконы.
30. ↑  Куплен в Греции.
31. ↑  Или «Александр».
32. ↑  Бывшее французское судно (по одним данным бриг, по другим — требака), захваченное фрегатом «Счастливый» 2 (13) марта 1799 года у Бриндизи и зачисленное в состав Черноморского флота в качестве брига.
33. ↑  Построен как одноимённая бригантина, в 1807 году переоборудован в бриг.
34. ↑  Переоборудован из транспортного судна, купленного на этапе постройки у коммерции советника А. Перетца.
35. ↑  По одним данным был переоборудован из транспортного судна, купленного на этапе постройки у коммерции советника А. Перетца, по другим — из лансона в 1807 году.
36. ↑  По одним данным переоборудован в бриг из транспортного судна, купленного в 1805 году в Херсоне, по другим — был куплен в 1788 году.
37. ↑  В 1806 году переоборудован из одноимённого транспорта.
38. ↑  Построен как одноимённый лансон, в конце того же года переоборудован в бриг.
39. ↑  Мингрелия — грузинское княжество, в 1803 году присоединившееся к России.
40. 1 2  Куплен в 1821 году.
41. ↑  По другим данным 30,1 х 9,25 метра.
42. ↑  По другим данным 2,9 метра.
43. ↑  Бывший турецкий бриг, захваченный в 1828 году.
44. 1 2  Бриги «Кастор» и «Полукс» строились по одному проекту, тип «Кастор».
45. 1 2  Бриги «Эндимион» и «Неарк» строились по одному проекту, тип «Эндимион».
46. 1 2 3  Бриги «Паламед», «Птоломей» и «Тезей» строились по одному проекту, тип «Паламед».
47. 1 2 3  Две 8-фунтовых пушки и шестнадцать 24-фунтовых карронад.
48. 1 2 3  Бриги «Фемистокл», «Персей» и «Эней» строились по одному проекту, тип «Фемистокл».
49. ↑  Во время арктических плаваний на бриге было установлено шесть 3-фунтовых пушек.
50. 1 2 3 4  Бриги «Волга», «Радуга», «Змея» и «Ящерица» строились по одному проекту, тип «Волга».
51. 1 2 3 4  Бриги «Эривань», «Сардар-Абад», «Тавриз» и «Аббас-Абад» строились по одному проекту, тип «Эривань». Были названы в память о взятии русскими войсками персидских крепостей Эривань, Сардар-Абад, Аббас-Абад и города Тавриз.
52. ↑  Назван в память о взятии 25 января (6 февраля) 1828 года города Ардебиль.
53. ↑  Назван в память о победе 5 (17) июля 1827 года над персидскими войсками в сражении у Джеван-Булак.
54. ↑  Назван в память о Туркменчайском мирном договоре.
55. ↑  Назван в память о взятии в январе 1828 года города Миана.
56. 1 2  Бриги «Мангишлак» и «Ардон» (Ардон — река на Северном Кавказе, левый приток Терека) строились по одному проекту, тип «Мангишлак».
57. 1 2  Бриги «Николай» и «Камчатка» строились по одному проекту, тип «Николай».
58. ↑  Первоначально в списках судов флотилии не числился и носил наименование «Александр II».